# Trò chơi con mực (mùa 1)
Mùa đầu tiên của bộ phim truyền hình Hàn Quốc Trò chơi con mực do Hwang Dong-hyuk viết kịch bản và đạo diễn, được Netflix phát hành trực tuyến vào ngày 17 tháng 9 năm 2021, với sự tham gia của dàn diễn viên Lee Jung-jae, Park Hae-soo, O Yeong-su, Wi Ha-joon, Jung Ho-yeon, Heo Sung-tae, Anupam Tripathi và Kim Joo-ryoung.
Phim kể về nhóm 456 người mạo hiểm tính mạng trong 6 trò chơi sinh tồn để nhận được tổng số tiền 45,6 tỷ Won. Mùa 1 đã nhận được sự hoan nghênh của giới phê bình và sự chú ý của công chúng. Thu hút hơn 142 triệu hộ gia đình thành viên trong 4 tuần đầu tiên kể từ khi ra mắt, đây là bộ phim được xem nhiều nhất của Netflix cho đến nay và vượt qua Bridgerton trở thành bộ phim được xem nhiều nhất với hơn 1,65 tỷ giờ trong vòng 28 ngày đầu tiên. Bộ phim cũng nhận được nhiều giải thưởng lớn như Quả cầu vàng cho Nam diễn viên phụ xuất sắc nhất trong phim truyền hình thuộc về O Yeong-su, 6 giải thưởng Emmy gồm đạo diễn xuất sắc, thiết kế sản xuất, hiệu ứng hình ảnh, hiệu suất đóng thế, nam chính và nữ phụ xuất sắc cùng nhiều giải thưởng khác. Mùa 2 được phát hành vào năm 2024, còn mùa 3 cũng là mùa cuối cùng sẽ ra mắt vào tháng 6 năm 2025.

## Nội dung
Seong Gi-hun là một người đàn ông trung niên thất nghiệp bị vợ bỏ, nghiện cờ bạc, không thể tự chủ kinh tế trong khi đang nợ hàng trăm triệu Won và sống với mẹ già đơn độc với bệnh tật đeo bám. Một hôm, anh thắng lớn khi cá cược đua ngựa nhưng lại bị móc túi và bị chủ nợ bắt ký giấy hiến thận để xóa nợ. Trên đường về, anh gặp một người đàn ông lạ mặt hứa hẹn về một trò chơi bí ẩn với số tiền thưởng đủ lớn để đổi đời khiến Gi-hun quyết định tham gia sau nhiều lần do dự. Anh bị đánh thuốc mê  sau khi đến điểm hẹn và được đưa đến một hòn đảo bí mật nơi trò chơi diễn ra với 455 người chơi khác có hoàn cảnh tương tự. Tất cả người chơi đều phải mặc bộ quần áo thể dục màu xanh, bị theo dõi sát sao bởi những tên lính đeo mặt nạ, mặc quần áo màu hồng và được dẫn đầu bởi "Thủ lĩnh" – một người đàn ông bí ẩn đeo mặt nạ và mặc quần áo màu đen. Về sau, những người chơi nhận ra rằng trò chơi sẽ đi kèm cái chết thảm khốc từ ban tổ chức hoặc chính các thí sinh khác nếu thua cuộc, với mỗi người chết sẽ tăng 100 triệu vào giải thưởng 45,6 tỷ Won. Anh buộc phải hợp tác với người chơi khác, bao gồm cả người em họ Cho Sang-woo và cô gái móc túi Kang Sae-byeok để có thể vượt qua các thử thách của trò chơi.

## Dàn diễn viên và phân vai

### Diễn viên chính
| Diễn viên       | Vai diễn                       | Giới thiệu |
| --------------- | ------------------------------ | --- |
| Lee Jung-jae    | Seong Gi-hun (성기훈/số 456)   | Seong Gi-hun là một tài xế đã ly hôn, mất quyền nuôi con do không có khả năng tự chủ kinh tế đồng thời gánh khoản nợ lên tới hàng trăm triệu Won. Anh sống cùng mẹ già bệnh tật, phải vật lộn để hỗ trợ tài chính cho con gái và thường hay trộm tiền của bà để cá cược đua ngựa. Anh tham gia trò chơi để kiếm tiền chữa bệnh cho mẹ, giải quyết các khoản nợ và chứng minh tài chính ổn định để giành quyền nuôi con gái sẽ đến Hoa Kỳ với mẹ và cha dượng.                                         |
| Wi Ha-joon      | Hwang Jun-ho (황준호)          | Một sĩ quan cảnh sát bí mật thâm nhập vào trò chơi nhằm tìm kiếm người anh trai Hwang In-ho đã thất lạc lâu ngày. Với kỹ năng và bản lĩnh của mình, anh phát hiện nhiều bí mật động trời từ chuyện danh sách người chơi, các VIP, đường dây buôn bán nội tạng cho đến danh tính thật sự của người anh ruột. |
| Park Hae-soo    | Cho Sang-woo (조상우/số 218)   | Cựu trưởng nhóm đầu tư tại một công ty chứng khoán đồng thời là sinh viên tài năng tốt nghiệp Đại học Quốc gia Seoul nhưng bị cảnh sát truy nã vì gian lận tài chính, lừa đảo đầu tư và biển thủ công quỹ. Anh là niềm tự hào của gia đình và khu phố, nhưng vì đầu tư kinh doanh sai lầm mà anh ta rơi vào hoàn cảnh nợ nần, thậm chí còn muốn tự sát. Anh có mối quan hệ thân thiết với Seong Gi-hun, thế nhưng từ hình ảnh tốt đẹp đầu, anh dần biến chất khi những thử thách ngày càng khốc liệt. |
| Oh Yeong-su     | Oh Il-nam (오일남/số 001)      | Oh Il-nam là người chơi già nhất nhưng cũng là người đầu tiên tham gia trò chơi. Biết mình sớm muộn cũng chết vì khối u trong não, ông tham gia trò chơi với tinh thần thoải mái. Trong khi hàng trăm người khác giẫm đạp lên nhau để bỏ chạy khi biết cái chết đang ở trước mặt thì ông lại tươi cười vượt qua thử thách bằng kinh nghiệm sống của bản thân. |
| Heo Sung-tae    | Jang Deok-su (장덕수/số 101)   | Một tên xã hội đen máu lạnh bước vào trò chơi để có tiền giải quyết khoản nợ cờ bạc khổng lồ của mình, bao gồm cả tiền mà anh ta lấy trộm từ ông chủ và đàn em, hắn sẵn sàng thanh trừng người khác để đạt được mục đích. |
| Jung Ho-yeon    | Kang Sae-byeok (강새벽/số 067) | Một người đào tẩu khỏi Bắc Triều Tiên, kiếm sống ở Hàn Quốc với nghề móc túi. Cô tham gia trò chơi để có tiền trả cho người môi giới tìm và đưa các thành viên còn sống sót của gia đình sau khi vượt biên tới Hàn Quốc cũng như đưa người em trai ra khỏi trại trẻ mồ côi, và mua một ngôi nhà cho gia đình đoàn tụ. |
| Kim Joo-ryoung  | Han Mi-nyeo (한미녀/số 212)    | Một người phụ nữ có tính cách thất thường và khó đoán, tự nhận mình là mẹ đơn thân. Vì tham vọng chiến thắng trò chơi, cô chấp nhận làm mọi việc, gồm cả nịnh nọt hay hi sinh thân xác. Động cơ và lý lịch của cô không bao giờ được giải thích đầy đủ, nhưng cô khoe rằng đã bị buộc tội lừa đảo 5 lần, điều này ám chỉ rằng cô là tay lừa đảo. |
| Anupam Tripathi | Abdul Ali (알리/số 199)        | Một công nhân nước ngoài từ Pakistan tới Hàn Quốc làm việc, tham gia trò chơi để có tiền chu cấp cho gia đình nhỏ sau khi chủ không trả lương cho anh trong nhiều tháng. |

### Diễn viên phụ
- Kim Young-ok trong vai Oh-al soon, mẹ của Gi-hun[17]
- Jo A-in trong vai Seong Ga-yeong, con gái của Gi-hun
- Kang Mal-geum trong vai vợ cũ của Gi-hun Kang Eun-ji và mẹ của Ga-yeong[18]
- Kim Yoon-tae trong vai số 069 – chồng của số 070
- Lee Ji-ha trong vai số 070 – vợ của số 069[19]
- Im Ki-hong trong vai Jung Min-tae (số 322)
- Yoo Sung-jo trong vai Byeong-gi (số 111) – một bác sĩ bí mật làm việc với nhóm lính canh tham nhũng nhằm buôn bán nội tạng của những người chơi đã chết, đổi lại anh ta sẽ có thông tin về các trò chơi kế tiếp.
- Lee Yoo-mi trong vai Ji-yeong (số 240) – một cô gái trẻ vừa ra tù sau khi giết người cha bạo hành.[20]
- Kim Si-hyun trong vai số 244 – một mục sư cuồng tín
- Lee Sang-hee trong vai Do Jung-soo (số 017) – một công nhân sản xuất kính với hơn 30 năm kinh nghiệm [21]
- Kwak Ja-hyoung trong vai số 278 – một người chơi gia nhập nhóm của Deok-su và làm tay sai cho hắn
- Park Hye-jin trong vai mẹ của Sang-woo
- Lee Seo-hwan trong vai Park Jung-bae (số 390), là bạn thân của Gi-hun.[22]
- Park Si-wan trong vai Kang Cheol, em trai của Sae-byeok
- Chris Chan/Chris Lagahit trong vai số 276, người chơi tham gia nhóm Gi-hun trong trò Kéo co[23]

### Khách mời
- Gong Yoo trong vai nhân viên tuyển người chơi[24]
- Lee Byung-hun trong vai Thủ lĩnh/Hwang In-ho (황인호), anh trai mất tích của Hwang Jun-ho[25]. Trong quá khứ, anh là người chiến thắng trong lần tổ chức năm 2015.[26]
- Kim Pub-lae trong vai Người cho vay nặng lãi.
- John D Michaels trong vai VIP #1 (người đeo mặt nạ sư tử)[27]
- Daniel C Kennedy trong vai VIP #2 (người đeo mặt nạ đầu trâu)[27]
- David Lee trong vai VIP #3[27]
- Geoffrey Giuliano trong vai VIP #4[27]
- Stephane Mot trong vai VIP #5[27]
- Michael Davis trong vai VIP #6[27]
- Lee Jung-jun trong vai lính canh trẻ bị bắn vì lộ thân phận (tập 3)[28]

## Tập phim
| TT. | Tiêu đề                                                                         | Đạo diễn        | Biên kịch       | Ngày phát sóng gốc  |
| --- | ------------------------------------------------------------------------------- | --------------- | --------------- | ------------------- |
| 1 | "Đèn đỏ, đèn xanh (Mugunghwa Kkoch-i Pideon Nal 무궁화 꽃이 피던 날)"           | Hwang Dong-hyuk | Hwang Dong-hyuk | 17 tháng 9 năm 2021 |
| Seong Gi-hun thường kém may mắn mỗi khi chơi trò may rủi, nợ những kẻ cho vay nặng lãi một khoản tiền khổng lồ. Khi đang ở nhà ga tàu điện ngầm, anh được một gã đàn ông bảnh bao mời chơi trò đập giấy ăn tiền. Kết thúc trò chơi, gã đàn ông đưa cho Gi-hun một tấm thẻ, mời anh tham gia nhiều trò chơi khác có mức tiền cược cao hơn. Gi-hun chấp nhận lời mời, bị chuốc thuốc mê rồi được đưa đến một địa điểm bí mật cùng 455 người chơi khác. Thức dậy trong một ký túc xá, toàn bộ 456 người chơi đều được định danh bằng những con số gán trên bộ quần áo đồng phục. Địa điểm bí mật này được quản lý bởi các nhân viên đeo mặt nạ, người điều hành cấp cao nhất của họ là Thủ lĩnh, cũng đeo mặt nạ. Toàn bộ người chơi đều đang là những người bần cùng tài chính và được hứa trao hàng tỷ won nếu thắng tất cả trò chơi diễn ra trong vòng sáu ngày tới. Gi-hun sớm làm thân với Người chơi 001, một người đàn ông lớn tuổi. Gi-hun cũng sớm nhận ra trong số người chơi có Cho Sang-woo, cậu bạn thơ ấu, hiện đang là một nhân viên kinh doanh, và Người chơi 067, kẻ móc túi từng lấy trộm tiền của anh. Với trò chơi đầu tiên mang tên đèn đỏ, đèn xanh, hơn một nửa số người chơi thua cuộc bị bắn chết ngay tại chỗ. Gi-hun, dù rất lúng túng, nhưng nhờ lời khuyên của Sang-woo và được Người chơi 199 cứu khỏi ngã mà vượt qua trò chơi một cách suýt soát. Cả Người chơi 001, Người chơi 067, Sang-woo và Người chơi 199 cũng đều vượt qua trò chơi đầu tiên. |                                                                                 |                 |                 |                     |
| 2 | "Địa ngục (Ji-ok 지옥)"                                                         | Hwang Dong-hyuk | Hwang Dong-hyuk | 17 tháng 9 năm 2021 |
| Quá nửa số người chơi ban đầu đã thiệt mạng, một trong số những người sống sót xin ban tổ chức rời cuộc chơi. Theo điều thứ ba trong bộ điều khoản cuộc chơi, nếu đa số người chơi đồng ý rời cuộc chơi, tất cả người chơi đều được về nhà. Ban tổ chức tiến hành tổ chức bỏ phiếu và lá phiếu quyết định của Người chơi 001 đã giúp tất cả người chơi được về nhà an toàn. Gi-hun lập tức tìm cảnh sát trình báo nhưng không một ai tin câu chuyện không tưởng của anh, ngoại trừ cậu cảnh sát trẻ Hwang Jun-ho. Anh trai của Jun-ho cũng nhận được một tấm thẻ mời giống như của Gi-hun. Ban tổ chức phát thẻ mời một lần nữa, cho toàn bộ người chơi vừa bỏ cuộc có cơ hội quay lại cuộc chơi. Rất nhiều người liều lĩnh quay lại, trong đó có: Gi-hun, mong kiếm tiền trả viện phí cho mẹ; Sang-woo, đang bị cảnh sát kinh tế truy nã vì biển thủ; Người chơi 001, cảm thấy không còn động lực sống; Người chơi 067, khao khát đưa cha mẹ đào tẩu khỏi Bắc Triều Tiên; Người chơi 199, vừa trót làm ông chủ của mình bị thương nặng khi đòi tiền lương; và Người chơi 101, một tay anh chị đang bị băng đảng Philipines truy sát. Khi các nhân viên đeo mặt nạ tới đón Gi-hun, Jun-ho liền bám theo. |                                                                                 |                 |                 |                     |
| 3 | "Người đàn ông cầm ô (Usan-eul Sseun Namja 우산을 쓴 남자)"                     | Hwang Dong-hyuk | Hwang Dong-hyuk | 17 tháng 9 năm 2021 |
| Jun-ho trà trộn giữa các nhân viên đeo mặt nạ khi tàu của họ cập bến địa điểm diễn ra cuộc chơi bí mật nằm trên một hòn đảo. Sau khi thức giấc trong ký túc xá, các người chơi bớt bỡ ngỡ hơn và bắt đầu xây dựng từng liên minh nhỏ với nhau. Gi-hun, Sang-woo, Người chơi 001 và Người chơi 199 hợp thành một đội. Đáng chú ý, Người chơi 212, vốn là người đầu tiên đòi rời cuộc chơi, lần này cũng trở lại. Người chơi 067 lẻn vào lỗ thông hơi và quan sát thấy các nhân viên đang làm việc trong một nhà bếp. Trong trò chơi thứ 2, trò tách kẹo, người chơi phải tự chọn một hình vẽ bất kỳ được vẽ trên tường, ứng với hình dạng thanh kẹo mà họ cần tách. Sang-woo sớm biết trước về trò tách kẹo nhờ khai thác thông tin từ Người chơi 067, đã âm thầm lựa cho mình hình thanh kẹo dễ tách nhất mà không chỉ điểm cho đồng đội. Đen đủi chọn phải hình chiếc ô, hình khó tách nhất, Gi-hun vẫn vượt qua trò chơi nhờ ra sức liếm vào thanh kẹo để khối kẹo cần tách rời ra. Người chơi 212 giúp Người chơi 101 Deok-su vượt qua trò chơi bằng chiếc bật lửa mà cô giấu trong người từ trước khi tham gia cuộc chơi. Một người chơi bắt một nhân viên cấp cao làm con tin trước khi tự sát; nhân viên này cũng bị Thủ lĩnh giết vì đã để lộ mặt, và Jun-ho liền thừa cơ lấy chiếc mặt nạ của anh ta. |                                                                                 |                 |                 |                     |
| 4 | "Bất chấp nỗi sợ, quyết không thay lòng (Jjollyeodo Pyeonmeokgi 쫄려도 편먹기)" | Hwang Dong-hyuk | Hwang Dong-hyuk | 17 tháng 9 năm 2021 |
| Người chơi 111, một bác sĩ, được bắn tin trước về nội dung trò chơi tiếp theo và đang hợp tác với một số nhân viên để lén thu hoạch nội tạng từ những người chơi đã chết. Anh được Deok-su cho nhập đội nhờ cung cấp thông tin trò chơi. Gi-hun nhận ra rằng đáng lẽ Sang-woo có thể giúp cả đội thay vì giữ khư khư thông tin về trò chơi. Có xích mích giữa đội của Deok-su và vài người chơi khác. Deok-su giết chết một người chơi, không có hình phạt nào dành cho anh ta, trong khi tiền thưởng vẫn cứ tăng lên theo số mạng người. Vì điều này, ngay khi đèn ký túc xá vụt tắt, một cuộc hỗn chiến tàn khốc giữa các người chơi bùng nổ, rất nhiều người trong số họ bị giết. Gi-hun bảo vệ Người chơi 067 trước đội của Deok-su và mời thành công cô này gia nhập đội của anh. Khi Người chơi 001 kêu gọi mọi người đình chiến, Thủ lĩnh yêu cầu các nhân viên vũ trang tràn vào chấm dứt bạo loạn. Từng thành viên trong đội Gi-hun lần lượt tiết lộ tên thật của nhau: Người chơi 199 là Ali Abdul, Người chơi 067 là Kang Sae-byeok. Riêng Người chơi 001, với khối u trong não, không tài nào nhớ được tên bản thân. Về phần Jun-ho, trở về phòng sau ngày làm việc, anh nhận được thông điệp bằng mã Morse của nhân viên phòng bên cạnh. Trong trò chơi thứ ba, người chơi được yêu cầu thành lập nhóm mười người. Deok-su, biết trước trò thứ ba là kéo co, lựa chọn toàn những người đàn ông khỏe mạnh và đẩy Người chơi 212, Han Mi-nyeo, ra khỏi đội. Han Mi-nyeo bất đắc dĩ phải gia nhập đội của Gi-hun, vốn đã gồm hai phụ nữ và một người già. |                                                                                 |                 |                 |                     |
| 5 | "Thế giới công bằng (A Fair World 평등한 세상)"                                 | Hwang Dong-hyuk | Hwang Dong-hyuk | 17 tháng 9 năm 2021 |
| Đội Gi-hun giành chiến thắng trong trận kéo co nhờ áp dụng hợp lý chiến thuật của Người chơi 001 và Sang-woo. Tuy nhiên hầu hết bọn họ đều bị ám ảnh vì đã trực tiếp đánh bại 10 người chơi đội đối thủ. Dự kiến sẽ lại có một cuộc bạo loạn trong đêm, nhóm của Gi-hun dựng một hàng rào phòng thủ. Deok-su cười chế nhạo Gi-hun cho đến khi Gi-hun chỉ ra rằng thuộc hạ của Deok-su sớm muộn cũng sẽ đoạt mạng anh ta. Đêm đó, thành viên đội Gi-hun thay phiên nhau canh phòng nhưng đội của Deok-su không dám tấn công. Jun-ho phát hiện đường dây hợp tác mổ nội tạng đem bán chợ đen giữa Người chơi 111 và nhóm nhân viên mất nhân tính. Thủ lĩnh bắt và hành quyết cả Người chơi 111 lẫn nhóm nhân viên lén buôn nội tạng, đồng thời mở một cuộc truy bắt Jun-ho trên khắp hòn đảo tổ chức cuộc chơi. Jun-ho lẻn được vào phòng của Thủ lĩnh và phát hiện ra rằng cuộc chơi sinh tồn mà anh đang chứng kiến đã được tổ chức trong suốt 30 năm và anh trai anh là người chiến thắng vào năm 2015. |                                                                                 |                 |                 |                     |
| 6 | "Gganbu (Kkanbu 깐부)"                                                          | Hwang Dong-hyuk | Hwang Dong-hyuk | 17 tháng 9 năm 2021 |
| Jun-ho bí mật theo dõi Thủ lĩnh trả lời điện thoại, nói rằng mọi trục trặc đã được giải quyết ổn thỏa trước khi nhóm khách VIP đến hòn đảo để xem trực tiếp cuộc chơi. Đối với trò chơi thứ 4, người chơi được yêu cầu bắt cặp đôi một với nhau. Sang-woo bắt cặp với Ali, Gi-hun với Người chơi 001 và Sae-byeok với Người chơi 240. Vì số người chơi là lẻ, Mi-nyeo không tìm được đối tác và bị các nhân viên đưa đi. Lần này, mỗi người chơi được phát cho 10 viên bi và phải tự thỏa thuận trò chơi với chính đối tác của mình. Ai lấy được toàn bộ 10 viên bi của đối tác mà không dùng bạo lực sẽ là người vượt qua trò chơi. Sae-byeok và Người chơi 240, Ji-yeong, đồng ý chơi một trò chơi đơn giản, được ăn cả, ngã về không. Sau khi hai người kể cho nhau nghe về cuộc đời của mình, Ji-yeong cố tình thua cuộc vì cho rằng Sae-byeok có nhiều lý do để sống hơn cô. Sang-woo suýt thua cuộc nhưng vẫn kịp giành chiến thắng khi lừa tráo hết bi của Ali. Gi-hun sắp thua Người chơi 001 trong trò cược bi, may mắn lật ngược tình thế, lấy được 9 viên bi của Người chơi 001 nhờ lợi dụng chứng đãng trí của ông này. Trong ván chơi cuối, khi Người chơi 001 chỉ còn đúng 1 viên bi, ông tiết lộ việc mình biết Gi-hun đã gian lận trong suốt những ván đấu trước, và tự nguyện trao viên bi cuối cùng cho Gi-hun. Trước khi bị giết, Người chơi 001 nói với Gi-hun rằng tên của ông là Oh Il-nam. |                                                                                 |                 |                 |                     |
| 7 | "VIP"                                                                           | Hwang Dong-hyuk | Hwang Dong-hyuk | 17 tháng 9 năm 2021 |
| Các người chơi sống sót quay trở lại ký túc xá nơi My-nyeo, vốn bất ngờ được đặc cách vượt qua trò chơi thứ 4, đang ngồi chờ. Người chơi 069, người vừa giành chiến thắng trước chính vợ của mình, ân hận và quyết định treo cổ tự tử. Nhóm khách VIP đến hòn đảo và được Thủ lĩnh thay mặt ông chủ, tiếp đón nồng hậu. Những vị khách VIP này đều rất giàu có, thường xuyên tổ chức cá cược trong suốt các trò chơi. Jun-ho đóng giả làm nhân viên phục vụ đồ uống cho VIP. Anh bị một khách VIP to béo yêu cầu quan hệ tình dục. Chớp lấy thời cơ, Jun-ho đe dọa vị khách VIP, bắt ông này khai hết mọi thứ về cuộc chơi rồi trốn khỏi hòn đảo bằng một bộ dụng cụ lặn. Trong trò chơi thứ năm, người chơi với số thứ tự do chính họ chọn trước, được yêu cầu lần lượt bước qua một cây cầu đôi có mỗi bên nhịp cầu làm bằng kính thường không chịu tải hoặc kính cường lực chịu tải. Những người chơi đầu tiên bước lên cầu lần lượt bỏ mạng. Khi Deok-su trở thành người đứng đầu hàng, anh từ chối bước tiếp. Mi-nyeo kéo Deok-su cùng nhau rơi khỏi cầu. Khi chỉ còn lại bốn người chơi và một nhịp cầu, Sang-woo đẩy ngã Người chơi 017 để xác định được bên nhịp cầu an toàn. Cuối cùng, Gi-hun, Sang-woo và Sae-byeok là ba người duy nhất vượt qua trò chơi thứ 5. |                                                                                 |                 |                 |                     |
| 8 | "Thủ lĩnh (Peulonteu Maen 프론트맨)"                                            | Hwang Dong-hyuk | Hwang Dong-hyuk | 17 tháng 9 năm 2021 |
| Đêm trước ngày diễn ra trò chơi chung kết, Gi-hun, Sang-woo và Sae-byeok được thay quần áo mới, chiêu đãi một bữa tối thịnh soạn và cho một con dao. Sau khi đèn ký túc xá tắt, Gi-hun rủ Sae-byeok cùng nhau hợp sức chống lại Sang-woo. Sae-byeok kiệt sức vì vết thương mà cô dính phải trong trò chơi thứ 5, gợi ý Gi-hun rằng nếu anh chiến thắng cuộc chơi thì hãy cưu mang đứa em trai ở trại trẻ mồ côi của cô. Vết thương của Sae-byeok ngày một trầm trọng, Gi-hun vừa chạy đi kêu gọi giúp đỡ thì Sang-woo đã liền rút dao kết liễu Sae-byeok. Jun-ho đến một hòn đảo khác, tìm cách gọi cho đội trưởng cảnh sát của anh nhưng sóng điện thoại trên đảo lại quá yếu. Thủ lĩnh và thuộc hạ dồn Jun-ho tới đường cùng. Thủ lĩnh tháo mặt nạ, tiết lộ cho Jun-ho biết mình chính là In-ho, anh trai của Jun-ho. In-ho bắn Jun-ho để Jun-ho rơi xuống biển. |                                                                                 |                 |                 |                     |
| 9 | "Một ngày may mắn (One Lucky Day 운수 좋은 날)"                                 | Hwang Dong-hyuk | Hwang Dong-hyuk | 17 tháng 9 năm 2021 |
| Trò chơi chung kết là trò con mực với Gi-hun là người chơi trong thế tấn công còn Sang-woo là người chơi trong thế phòng thủ. Gi-hun đánh bại Sang-woo nhưng không chịu kết thúc trò chơi mà đề nghị Sang-woo cùng bỏ cuộc theo điều khoản cuộc chơi thứ ba. Sang-woo khước từ lời đề nghị, tự đâm cổ kết liễu trước khi trăng trối nhờ Gi-hun chăm sóc cho mẹ anh. Gi-hun về nhà, phát hiện ra mẹ mình đã chết vì biến chứng tiểu đường. Một năm sau, vẫn còn đó những vết thương tâm lý, Gi-hun gần như không động vào số tiền thưởng khổng lồ mà anh giành được. Vào một đêm nọ, Gi-hun lại một lần nữa nhận được tấm thẻ mời tham gia cuộc chơi năm xưa. Đi đến bệnh viện có địa chỉ ghi trên tấm thẻ mời, Gi-hun gặp lại ông Oh Il-nam tưởng như đã chết, giờ lại đang hấp hối trên giường bệnh. Hóa ra, Il-nam chính là một trong những khách VIP, "Người dẫn chương trình" (đồng điều hành cuộc chơi với Thủ lĩnh In-ho), và chinh là kẻ chủ mưu đứng sau tổ chức cuộc chơi. Il-nam tiết lộ rằng ông và nhiều cộng sự tạo ra cuộc chơi sinh tồn chỉ để làm trò tiêu khiển cho những người siêu giàu buồn chán như chính bản thân ông. Il-nam cho rằng người giàu hay người nghèo thì đều phải trải qua một cuộc sống vô vị và ông thì chỉ đang cố gắng tìm niềm vui cho đời mình. Ông nhắc nhở Gi-hun rằng anh và những người chơi khác đều là những kẻ vô nhân tính, quay lại cuộc chơi tắm máu lẫn nhau vì khoản tiền thưởng khổng lồ. Các trò chơi được lấy cảm hứng từ những trò chơi dân gian mà Il-nam từng chơi, và ông cũng quyết định đích thân tham gia cuộc chơi vì khao khát được quay về thời thơ ấu. Il-nam đánh cược mạng sống với Gi-hun trong một thử nghiệm xã hội về tình người – liệu có ai vực dậy người đàn ông đang nằm say xỉn trên phố trước nửa đêm; Gi-hun thắng còn Il-nam thì trút hơi thở cuối cùng trước cả khi biết được kết quả cuộc thử nghiệm. Gi-hun vực lại tinh thần, thực hiện lời hứa với những người chơi khác: anh đưa em trai của Sae-byeok rời trại trẻ mồ côi, nhờ mẹ Sang-woo chăm sóc cậu bé với phần tiền thưởng của Sang-woo. Ngay khi chuẩn bị lên máy bay rời Hàn Quốc để gặp con gái, Gi-hun lại thấy gã đàn ông bảnh bao năm xưa đang chơi đập giấy với một người đàn ông khác. Anh vội giật lấy thẻ mời, liên lạc với ban tổ chức cuộc chơi sinh tồn, tuyên bố ý đồ vạch trần chân tướng của họ. |                                                                                 |                 |                 |                     |

## Sản xuất
Bộ phim do Hwang Dong-hyuk đạo diễn, ông trước đó từng chỉ đạo các dự án Nam Hán Sơn Thành, Ngoại già tuổi đôi mươi và Sự im lặng. Vào ngày 2 tháng 9 năm 2019, Netflix thông báo họ sẽ phân phối một loạt phim Hàn Quốc – ban đầu có tựa đề là Round Six, nhưng sau đó thay đổi như hiện nay. Nền tảng xác nhận ngày phát hành của loạt phim là vào 11 tháng 8 năm 2021, đồng thời nói thêm tác phẩm sẽ có mặt ở 190 quốc gia.

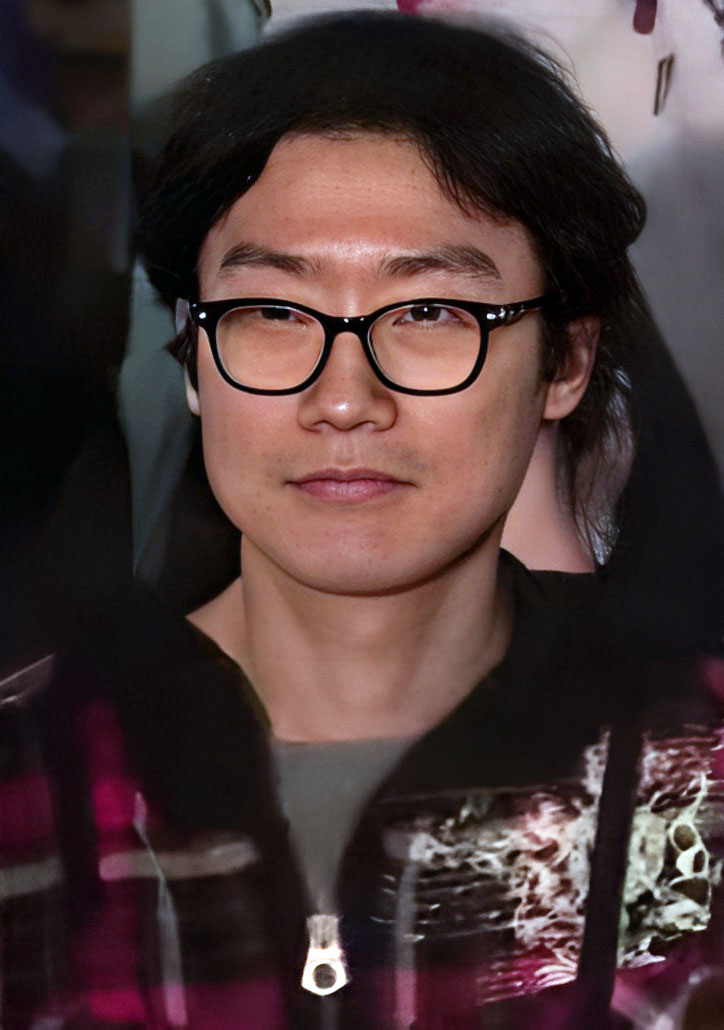
Đạo diễn kiêm biên kịch Hwang Dong-Hyuk

Hwang Dong-hyuk đã chia sẻ với Variety về phim: "Một trò chơi sinh tồn vừa mang tính giải trí vừa thể hiện bi kịch con người. Việc trò chơi được miêu tả cực kỳ dễ hiểu giúp người xem tập trung vào các nhân vật, thay vì phân tâm khi phải hiểu rõ luật lệ". Giải thích về tên phim, ông cho biết Trò chơi con mực là tuổi thơ của rất nhiều trẻ em Hàn Quốc thập niên 1970-1980: "Trò con mực ống được trẻ em thời đó chơi rất nhiều trên những con hẻm và được bọn nhỏ rất thích mặc dù có hơi hướng bạo lực". Ông chia sẻ bản thân muốn làm một bộ phim theo phong cách sinh tồn nhưng lại lồng ghép được những vấn đề xã hội Hàn đương đại vào đó. Với một tuổi thơ đầy ắp kỷ niệm như bao đứa trẻ khác, ông chọn trò chơi năm xưa nhưng biến tấu lại để đưa lên màn ảnh. Vậy là từ một trò tranh thắng thua của trẻ con, trò chơi trở thành bài đồng dao đẫm máu, sống còn của người lớn hiện đại khi mà nơi đó, người ta phải chơi một trò chơi lớn hơn, quyết liệt hơn và chơi hằng ngày "Những người chơi trong phim cố gắng để sống sót, như rất nhiều người trong chúng ta cố gắng để sinh tồn trong xã hội hôm nay. Những người như trong Trò chơi con mực chúng ta có thể thấy trên tin tức hay xung quanh mình hằng ngày", đạo diễn bộc bạch. Đồng thời ông cho biết các nhân vật trong phim hầu như không biết trò chơi nào sẽ diễn ra sau đó qua mỗi màn, và họ cứ chơi như vậy xuyên suốt.
Đạo diễn Hwang Dong-Huyk trải lòng về khoảng thời gian đầy khó khăn trước khi bắt tay vào thực hiện kịch bản phim, báo The Guardian.
Cũng trên báo The Guardian, ông cho biết để sáng tạo ra bộ phim, ông đã lấy cảm hứng từ chính cuộc khủng hoảng tài chính của bản thân, xảy ra sau cuộc khủng hoảng toàn cầu năm 2008: "Tôi gặp khó khăn về tài chính, trong khi mẹ phải nghỉ việc ở công ty. Tôi làm phim nhưng không thể thu hồi vốn và phải ở không trong khoảng một năm. Tôi, mẹ và cả bà ngoại đều phải đi vay nợ". Vùi mình trong các quán cà phê truyện tranh ở Seoul, ông đọc nhiều cuốn sách sinh tồn như Liar Game, Kaiji hay Battle Royale: "Tôi cảm thấy mối liên kết giữa mình và các nhân vật khao khát tiền bạc và sự thành công. Đó là khoảng thời gian khủng hoảng trong cuộc đời tôi. Nếu có một trò chơi sinh tồn như vậy trong thực tế, tôi tự hỏi liệu mình có tham gia nó để kiếm tiền cho gia đình không?", ông nhớ lại. Không chỉ ở Hàn Quốc, ông chứng kiến con người mắc kẹt trong sự bất bình đẳng kinh tế ngày càng gia tăng tại nhiều quốc gia. Tuy nhiên, ông cho rằng vấn đề này đặc biệt tồi tệ ở quê hương mình.
Cũng trong cuộc phỏng vấn với The Hollywood Reporter, ông tiết lộ đưa khá nhiều chi tiết về đời thực của bản thân vào phim. Về hai nhân vật Gi-Hun và Sang-Woo, mỗi người đều mang một chút tính cách, hoàn cảnh của đạo diễn. Ông tâm sự: "Cũng giống như tôi, Gi-Hun từng nợ nần chồng chất và sống bám vào mẹ của mình. Ngày xưa trong lúc túng quẫn, bản thân tôi cũng từng lui tới những trường đua ngựa, đâm đầu vào cá cược để mong kiếm tiền. Nhưng tôi không trộm tiền từ mẹ mình đâu nhé. Nhân vật Sang-Woo cũng là một chút gì đó nơi con người tôi. Tôi đỗ trường đại học Seoul danh giá, là niềm tự hào của cả xóm nhưng cũng có lúc thất chí". Đặc biệt hơn, bối cảnh xóm bình dân cũng được sao chép từ khu vực Ssangmun-dong, nơi ông sinh ra và lớn lên. Tên các nhân vật Seong Gi-hun, Cho Sang-woo, Il-nam đều là tên những người bạn thời thơ ấu. Hơn nữa, lý lịch của Gi-hun được lấy cảm hứng từ những người tổ chức cuộc đình công lao động tại nhà máy ô tô SsangYong năm 2009. Mãi cho đến 2019, Netflix mới tiếp nhận kịch bản phim và đổ tiền thực hiện. Nhưng từ việc bắt tay vào viết kịch bản, ông mới có động lực để quay trở lại sáng tạo và vực dậy bản thân mình. Đối với ông, bộ phim ngay từ đầu đã là kịch bản có vai trò bước ngoặt trong cuộc đời dù nó không mang đến thành công ngay lập tức mà đến tận hơn 10 năm sau.

### Phát triển kịch bản
Vào năm 2010, Netflix đã chứng kiến sự gia tăng lượng người xem ngoài Bắc Mỹ và bắt đầu đầu tư vào các sản phẩm ở các khu vực khác, bao gồm cả Hàn Quốc. Sau đó 8 năm, Ted Sarandos, đồng CEO của Netflix cho biết rằng họ đang tìm kiếm nhiều thành công từ các sản phẩm ở nước ngoài: "Điều thú vị đối với tôi sẽ là nếu Stranger Things tiếp theo đến từ bên ngoài nước Mỹ. Ngay bây giờ, về mặt lịch sử, chưa từng có điều tương tự đến từ bất cứ đâu ngoài Hollywood."  Netflix đã mở văn phòng châu Á sau đó, và trong khi họ vẫn đang hoạt động tại văn phòng cho thuê tạm thời ở Seoul, Hwang đã đưa kịch bản của mình đến & thu hút sự chú ý của họ. Kim Min-young, một trong những nhân viên phụ trách nội dung của Netflix Châu Á, đã nhận ra tài năng của ông từ Nam Hán Sơn Thành và các bộ phim khác của ông, và khi nhìn thấy kịch bản cho bộ phim, họ biết rằng đó là điều cần thiết cho Netflix: "Chúng tôi đang tìm kiếm những chương trình khác với những gì truyền thống "đã tạo ra nó", và Trò chơi con mực chính là điều đó". Sau đó vào tháng 9 năm 2019, Netflix thông báo sẽ sản xuất bộ phim này. Bela Bajaria, trưởng ban hoạt động truyền hình toàn cầu của Netflix cho biết họ quan tâm đến công việc của ông "chúng tôi biết rằng nó sẽ rất hay ở Hàn Quốc vì nó có một đạo diễn được đánh giá cao với tầm nhìn táo bạo", và cho rằng "K-Drama cũng có mặt khắp châu Á". Về việc trở lại dự án, ông cho biết: "Đó là một câu chuyện buồn. Nhưng lý do khiến tôi quay trở lại dự án là vì sau hơn một thập kỷ, thế giới đã thay đổi, giờ đây, câu chuyện sinh tồn có phần tàn nhẫn và kỳ quái ấy lại đang được đón nhận. Chuyện phim được thực hiện theo hướng rất thực tế, điều tôi cảm thấy buồn là thế giới của chúng ta lại đang thay đổi theo hướng thực tế như vậy." Ông cũng tin rằng đại dịch COVID-19 đang diễn ra đã tác động đến sự chênh lệch kinh tế giữa các tầng lớp ở Hàn Quốc và kết luận "Tất cả những điểm này khiến câu chuyện trở nên rất thực tế đối với mọi người so với một thập kỷ trước".
Đạo diễn Hwang Dong-Huyk trải lòng về quá trình làm phim, báo The Korea Times.
Với đơn đặt hàng của Netflix, bộ phim được sản xuất có độ dài 9 tập, ông cho biết đã mở rộng kịch bản để "có thể tập trung vào các mối quan hệ giữa mọi người và những câu chuyện mà họ có". Ban đầu phim có tên là Round Six, về sau được đổi như hiện nay theo đề xuất của đạo diễn; theo Kim Min-young, mặc dù họ biết rằng cái tên Trò chơi con mực sẽ quen thuộc với người xem Hàn Quốc, nhưng nó "sẽ không gây được tiếng vang vì sẽ không có nhiều người hiểu" và đã chọn sử dụng Round Six vì nó tự mô tả bản chất của cuộc thi. Khi quá trình sản xuất tiếp tục, Hwang đã thúc đẩy Netflix sử dụng Trò chơi con mực thay thế, mà bà cho biết tên khó hiểu của nó và hình ảnh độc đáo đã giúp thu hút người xem tò mò. Vào thời điểm ông viết kịch bản, mục tiêu đó là đưa bộ phim trở thành chương trình được xem nhiều nhất trên Netflix Mỹ trong ít nhất 1 ngày. Hwang ban đầu đã viết bộ phim này thành 8 tập, có thể so sánh với các chương trình khác của Netflix, nhưng nhận ra các chi tiết quan trọng cho tập cuối dài hơn dự định, vì vậy nó đã được chia thành 2.
Đạo diễn Hwang đã tự viết kịch bản phim & mất gần 6 tháng để viết xong 2 tập đầu tiên, sau đó ông đã nhờ bạn bè lấy ý kiến đóng góp cho việc tiếp tục. Ông cũng giải quyết những thách thức trong quá trình chuẩn bị vốn rất mệt mỏi về thể chất và tinh thần, bản thân ông đã bị suy giảm sức khỏe khi thực hiện mùa 1 và phải nhổ 6 chiếc răng sau khi quá trình sản xuất hoàn tất. Tuy nhiên, khó khăn đó chưa đủ để ông từ bỏ ý định sẽ tạo ra phần 2. Ông đã tính đến một đoạn kết thay thế mà Gi-hun sẽ lên máy bay sau khi kết thúc cuộc gọi với ban tổ chức trò chơi để gặp con gái mình, nhưng ông cho biết "Chúng tôi đã rất đấu tranh giữa hai viễn cảnh cho cái kết. Cái kết còn lại là khi anh ta lên máy bay và bỏ đi. Chúng tôi liên tục tự hỏi, liệu đó có phải là hướng đi đúng đắn cho chúng tôi không, có góp phần truyền tải được thông điệp chúng tôi đã gửi gắm hay không? Và cuối cùng, chúng tôi đi đến kết luận rằng thông điệp sẽ không được truyền tải nếu Gi-hun lên máy bay. Chúng tôi chỉ cảm thấy thỏa mãn khi anh ấy quay lưng lại và đi về phía camera với một thái độ mạnh mẽ, dũng cảm. Đó chính là cái kết mà chúng tôi chọn lựa".

### Bối cảnh và dựng phim
Quá trình sản xuất và quay phim kéo dài từ tháng 6 đến tháng 10 năm 2020, bao gồm 1 tháng tạm nghỉ bắt buộc do đại dịch COVID-19 đang diễn ra. Các cảnh thành phố được quay ở Daejeon, trong khi các cảnh trên đảo được quay tại Seongapdo ở Ongjin, Incheon. Hầu hết các cảnh quay đều dựng trên nền phông xanh, sau đó sử dụng CGI để tạo ra những thước phim vô cùng chân thực và sinh động, ví dụ như trong các cảnh tại trò vượt cầu kính, phim trường được đặt cách mặt đất 1m và đặt những tấm kính cường lực thật. Tuy độ cao ở hậu trường không chót vót như trên phim, chỉ tầm 1,5m nhưng cảm giác mang lại cho diễn viên cũng rất thật bởi đạo diễn yêu cầu xây dựng một cầu kính thực để đảm bảo phản ứng của diễn viên cũng là thật. Trường đoạn kéo co thực sự được đặt cách mặt đất hơn 10m, điều này càng tạo thêm sự lo lắng cho một số diễn viên mắc chứng sợ độ cao. Theo chia sẻ của đoàn làm phim, loạt trò chơi sinh tồn này đã được lên ý tưởng từ năm 2008-2009. Như vậy từ việc lên ý tưởng đến việc thiết kế bối cảnh, lựa chọn địa điểm quay phim và sau đó là quá trình quay phim, phát hành mất gần 10 năm. Phim trường cũng rất đặc biệt, khi thì đẹp như trong mơ với những thiết kế tỷ mỉ, đa màu sắc, khi thì khiến chính diễn viên cũng rợn người vì độ nguy hiểm. Với câu chuyện đặc thù, bối cảnh ược dựng giả hoàn toàn trong phim trường kết hợp ghi hình phông xanh và vẽ cảnh bằng kỹ xảo. Đoàn phim đặt ra tiêu chí mô phỏng không khí của một sân chơi thực thụ để các diễn viên cảm nhận họ đang thực sự sống trong không gian của câu chuyện, tìm thấy cảm xúc thật để nhập vai.
Con búp bê robot trong tập 1 "Đèn đỏ, Đèn xanh" được lấy cảm hứng từ Young-hee, một nhân vật xuất hiện trên bìa sách giáo khoa Hàn Quốc Chul-soo và Young-hee trong những năm 1970 và 1980, giai đoạn trò này phổ biến ở Hàn Quốc, và kiểu tóc được lấy cảm hứng từ con gái của đạo diễn. Con búp bê hát "Hoa Mugung đã nở" trong tiếng Hàn, ám chỉ loài Bụp hồng cận, quốc hoa của Hàn Quốc. Đáng nói hơn, con búp bê thực sự tồn tại. Nó thuộc về một ngôi làng ở huyện Jincheon, tỉnh Chungcheong Bắc. Jincheon nổi tiếng với ngôi làng kiêm bảo tàng về xe ngựa gọi là Macha Land. Người dân trong làng cho biết, con búp bê có từ trước khi được quay. Đội ngũ sản xuất mượn nó để quay phim và đã trả lại cho làng. Chiều cao của búp bê ngang với cửa ra vào của nhà truyền thống Hàn Quốc. Du khách ghé thăm ngôi làng đều có thể chiêm ngưỡng con búp bê đặc biệt này. Tuy nhiên, một bên tay của búp bê bị mất, còn trong phim, nó vẫn nguyên 2 tay. Đến nay chưa có lời giải thích nào được đưa ra cho khiếm khuyết này. Nhiều người đoán, con búp bê bị hư hại trong quá trình quay phim. Theo chỉ đạo nghệ thuật Chae Kyoung-sun, việc sử dụng nhân vật quen thuộc này nhằm gắn liền những ký ức về thời thơ ấu và nỗi sợ hãi trong người chơi. Bối cảnh trong trò chơi là căn phòng kín rộng lớn với hình vẽ cánh đồng lúa vàng và bầu trời bao quanh trông rất "giả trân". Nhiều người thắc mắc tại sao thiết kế đấu trường sinh tử lại sơ sài và giả như vậy. Trả lời câu hỏi này, cô khẳng định, đây hoàn toàn là ý đồ của bộ phim. Cụ thể, sự thiếu chân thực trong bộ phim được sử dụng để gây lẫn lộn giữa thực tế và trò chơi: "Khi người chơi lần đầu bước vào khu vực chơi trò "Đèn đỏ, Đèn xanh", mọi thứ đều có vẻ giả và nhân tạo. Vì thế, họ mất cảnh giác, không tưởng tượng nổi cảnh tượng tàn sát thảm khốc sẽ diễn ra không lâu sau đó". Cũng theo đạo diễn, lý do ông chọn trò chơi này vì nó loại nhiều người thua cuộc nhất có thể trong mỗi lượt chơi "Cảnh tượng người chơi di chuyển và dừng lại ngẫu nhiên có thể được xem như một điệu nhảy lố bịch nhưng đáng thương tâm." Mạng lưới đường hầm phức tạp, ký túc xá và văn phòng tổ chức được lấy cảm hứng từ đàn kiến.
Tương tự, bối cảnh trò tách kẹo đường Dalgona trong tập 3 "Người đàn ông cầm ô" sử dụng những mảnh thiết bị sân chơi khổng lồ nhằm gợi lại ký ức của người chơi về thời thơ ấu, và là nơi phổ biến mà trẻ em Hàn Quốc sẽ chơi với bạn bè. Món kẹo đường Dalgona được làm bởi một người bán hàng rong ở Daehangno, ekip đã mời chuyên gia làm kẹo đến để trực tiếp làm ra những chiếc kẹo Dalgona có những hình thù giống với cảm xúc nhân vật. Đạo diễn đã nói vui rằng trò chơi này có thể ảnh hưởng đến doanh số bán Dalgona, tương tự như cách doanh số mũ Gat tăng sau khi Vương triều xác sống lên sóng Netflix. Ngoài ra, ông đã xem xét các trò chơi trẻ em Hàn Quốc khác như Gonggi; Dong, Dong, Dongdaemun và Tại sao bạn lại đến nhà tôi? (우리 집에 왜 왔니?, Một biến thể tiếng Hàn của Hana Ichi Monme).
Bối cảnh trò chơi bắn bi gợi nhiều hoài niệm với những con phố từ thời xa xưa với những ngôi nhà san sát và con đường nhỏ được dựng lại. Thiết kế bối cảnh quay mất khá nhiều thời gian vì yêu cầu sự tỉ mỉ và chăm chút để tạo ra khung hình đẹp nhất. Đây là cảnh phim mà ekip đặt nhiều nỗ lực nhất vì "đó là không gian giữa thực và ảo, giữa sự sống và cái chết".

Sơ đồ mô tả trò chơi con mực

Trong trò kéo co, nếu quan sát kỹ mặt sàn ở khu vực các đội chơi, người xem dễ dàng nhận thấy nó được mô phỏng hình dạng của con đường. Chae Kyoung-Sun cho biết, đây không phải ngẫu nhiên mà có ẩn ý bên trong. Trong phim, những người tham gia trò chơi sinh tồn đều rơi vào tình cảnh khốn cùng, nợ nần chồng chất và tương lai mịt mờ. Phía chỉ đạo nghệ thuật quyết định dùng hình ảnh một con đường đứt đoạn để ám chỉ những người chơi bất lực với cuộc sống, không tìm ra hướng đi để thoát khỏi "địa ngục" hiện tại. Bên cạnh đó, chi tiết này cũng để phản ánh nhiều người không có nhà để về, phải sống lay lắt qua ngày trên đường phố.
Phòng VIP trong tập 7 được thiết kế theo phong cách xa hoa không kém gì khu resort cao cấp nào, đoàn quyết định chọn chủ đề động vật và trang phục "nô lệ" được sơn, vẽ theo phong cách body painting khắp người, họ đứng như đồ trang trí hay thậm chí được dùng làm bàn kê chân cho VIP, cùng nhóm nhân vật VIP đóng vai trò quan trọng trong phim, dù xuất hiện trong thời lượng ngắn, họ cho thấy sự đối lập như đêm với ngày giữa người giàu kẻ nghèo, thiểu số quyền lực và những người nằm dưới đáy xã hội, họ là những vị khách đeo mặt nạ đến xem đấu trường sinh tử của những người túng quẫn đang tranh giành khoản tiền thưởng kếch xù. Họ ngồi theo dõi tất cả những gì diễn ra từ căn phòng sang trọng và đặt cược vào những người chơi có tiềm năng. Chae Kyoung-Sun giải thích về các nhân vật trang trí trong phòng như sau: "Về phần các nhân vật trang trí trong phòng, tôi thấy điều đó mô tả cách những kẻ có quyền lực sẽ hạ nhục người khác tới mức nào. Không phải tất cả các nhân vật bị tô vẽ trên người đều là nữ. Mỗi thành viên VIP sẽ có 1 nam và 1 nữ đứng ở cạnh như tượng. Việc nói bộ phim coi phụ nữ như đồ vật là sai. Đó chỉ là cách thể hiện các VIP coi con người như đồ vật."
Cảnh ăn tối diễn ra trong tập 8 được lấy cảm hứng từ tác phẩm nghệ thuật sắp đặt The Dinner Party của Judy Chicago, còn các bức tường của nhiều khu vực diễn ra các trò chơi có màu xanh da trời lấy cảm hứng từ loạt phim The Empire of Light của René Magritte. Trò chơi con mực là phần chơi cuối cùng quyết định người thắng cuộc. Các thí sinh chia làm 2 phe tấn công – phòng thủ. Sàn đấu được vẽ từ 3 hình vuông, tròn và tam giác. Phe tấn công ban đầu phải nhảy lò cò và tìm cách vượt qua vùng bụng con mực (khu giao giữa hình vuông và tam giác). Lúc này, họ trở thành các ám hành ngự sử và được đi 2 chân bình thường. Sau đó, phe tấn công tập trung ở lối vào con mực (khu hình vuông) và tìm cách tiến tới đích là hình tròn để chiến thắng. Ngược lại, phe phòng thủ phải bảo vệ khu hình tròn hoặc đẩy phe công ra khỏi sàn đấu.

### Trang phục
Trong phim, các màu sắc được sử dụng đều có hàm ý riêng. Theo đó, bộ đồ thể thao màu xanh lá cây do người chơi mặc được lấy cảm hứng từ màu sắc biểu tượng Phong trào Nông thôn mới (Saemaul) nhằm thúc đẩy hiện đại hóa kinh tế nông thôn những năm 1970. Bên cạnh màu xanh, màu hồng được chọn làm màu chủ đạo tại căn cứ của ban tổ chức. Nó được dùng trong hành lang giống như mê cung, nơ vẽ trên quan tài và trang phục của nhân viên. Chae Kyoung-sun tiết lộ, lý do chọn màu hồng vì nó gợi nhớ đến các câu chuyện cổ tích. Bên cạnh đó, hồng và xanh lá cây nằm đối diện nhau trên vòng tròn màu: "Màu xanh lá rất sợ màu hồng bởi vì màu hồng giám sát và kìm hãm màu xanh lá cây", nữ giám đốc nghệ thuật nói. Giải thích về ý nghĩa của những cỗ quan tài hình hộp quà, cô cho biết, quan tài có hình thức bắt mắt, dễ thương bên ngoài để phù hợp với chủ đề trò chơi tuổi thơ, đồng thời người tạo ra trò chơi nghĩ mình là chúa trời và cái chết cũng là một món quà: "Tôi đã đặt mình vào vị trí của người nghĩ ra trò chơi. Ông ta xem mình như một vị thần, cho những người chơi cơ hội đổi đời. Đây là món quà ông ta dành cho những người ở đáy xã hội. Ngay cả khi chết và bị hỏa thiêu, một cỗ quan tài xinh đẹp cũng thể hiện sự thương xót của ông ta đối với người kém may mắn", cô chia sẻ. Tương tự, 2 màu sắc đỏ – xanh trong trò Ddakji ở tập 1 được một số khán giả đặt giả thuyết nếu Gi-Hun chọn giấy màu đỏ thì có phải anh sẽ được tuyển dụng làm nhân viên trò chơi hay không do người chơi mặc đồ xanh, còn nhân viên mặc đồ đỏ. Tuy nhiên, cha đẻ của bộ phim bác bỏ giả thuyết này. Đạo diễn cho hay, màu sắc của 2 miếng giấy lấy cảm hứng từ truyền thuyết khá phổ biến ở Nhật Bản và Hàn Quốc: "Tôi chọn 2 màu đỏ và xanh dựa trên truyền thuyết đô thị nổi tiếng của Hàn Quốc". Truyền thuyết kể về một con ma đeo mặt nạ xuất hiện trong phòng tắm và yêu cầu nạn nhân lựa chọn giấy vệ sinh màu đỏ hoặc xanh lam. Bất kể chọn màu nào, con ma cũng sẽ sát hại nạn nhân.
Biểu tượng "tròn – tam giác – vuông" xuất hiện xuyên suốt phim vốn là hình ảnh tượng hình cho 3 âm chữ cái trong bảng chữ cái Hàn Quốc. Trong đó hình tròn đại diện cho chữ "O", hình tam giác đại diện cho chữ "J" và hình vuông đại diện cho chữ "M". Và khi ghép cả chữ cái này lại chúng ta được một cụm từ viết tắt OJM, cụm từ này trong tiếng Hàn đọc là Ojingeo Geim (오징어 게임) – viết tắt của tên trò chơi con mực, cũng là trò chơi chính trong phim. Vốn dĩ trò chơi được đặt tên như vậy vì những hình ảnh khi được vẽ trên nền đất của trò chơi có hình thù trông giống như một con mực. Đây vốn là một trò chơi dân gian dành cho trẻ em tại xứ sở kim chi nhưng khi được lấy cảm hứng thành phim, trò chơi đã được nâng cấp lên thành phiên bản trò chơi sinh tồn cho người lớn vô cùng đẫm máu. Cả 3 cũng xuất hiện trên mặt nạ các nhân viên, với hình tròn là công nhân, hình tam giác cho binh lính, trong khi hình vuông dành cho người quản lý. Giống như xã hội nói chung có phân cấp, những người tổ chức trò chơi cũng sở hữu hệ thống giai tầng riêng. Hwang Dong-hyuk và Chae Kyoung-sun muốn họ trông giống như những con kiến trong một đàn kiến. Ban đầu, ý tưởng về bộ trang phục giống hướng đạo sinh đã xuất hiện, nhưng vì nó thể hiện quá rõ hình dáng cơ thể nam giới nên sẽ chẳng tạo ra một cấu trúc quần thể khó phân biệt: "Họ cần phải che toàn bộ cơ thể của họ. Lựa chọn tốt nhất để giữ họ ẩn danh là một bộ áo liền quần. Áo có mũ cũng cần thiết vì họ cần che đầu". Đạo diễn chia sẻ rằng từ góc nhìn, nó phải thực sự trông giống như những con kiến trong một đàn kiến và lựa chọn tốt nhất để giữ sự tương đồng là một bộ đồ áo liền quần "Chúng tôi quan tâm tới sự tương phản về màu sắc giữa 2 nhóm. Việc mặc đồng phục sẽ góp phần thể hiện sự phân cấp và cá tính của nhân vật". Ngoài ra, 3 biểu tượng này lại bị khá nhiều người nhầm lẫn chúng được lấy cảm hứng từ những biểu tượng trên tay cầm PlayStation. Trên thực tế, phim không hề có mối liên kết nào với PlayStation.

### Tuyển chọn diễn viên
Jung Ho-Yeon chia sẻ về vai diễn Kang Sae-Byeok, tạp chí NME.
Quá trình casting được bắt đầu từ ngày 17 tháng 6 năm 2020. Với vai diễn Gi-hun, đạo diễn Hwang Dong-hyuk lựa chọn Lee Jung-jae để "phá vỡ hình ảnh lôi cuốn của anh ấy được thể hiện trong các vai diễn trước đây". Ông cũng mời nhiều diễn viên thử sức với vai Kang Sae-byeok nhưng phải tới khi gặp Jung Ho-yeon, ông mới hài lòng "Đến khi nhìn thấy đoạn băng tự quay của Jung Ho-Yeon, tôi biết mình đã tìm được Sae-byeok tôi mong muốn", ông nói. Jung Ho-Yeon cho biết, cô nhận được tin đạo diễn Hwang Dong-hyuk tìm diễn viên đóng phim Squid Game khi đang ở Mỹ tham gia trình diễn tại Tuần lễ thời trang New York. Không thể trở về Hàn Quốc để thử vai, cô đã quay rồi gửi một đoạn video độc diễn về Hàn Quốc cho ê-kíp phim. Khi đạo diễn thông báo muốn gặp cô để thảo luận về vai diễn, cô mới từ Mỹ về Hàn Quốc. Cô cho biết đã học cách diễn xuất để đóng vai Sae-byeok bằng cách luyện tập phương ngữ Hamgyŏng của nhân vật với những người đào tẩu thực sự của Triều Tiên, xem phim tài liệu về họ và học võ thuật, Cô cũng dựa trên cảm giác cô đơn của chính mình khi làm người mẫu ở nước ngoài để xây dựng nhân vật, và viết nhật ký hàng ngày từ góc nhìn cho nhân vật của cô. Sau khi bộ phim được công chiếu, lượt theo dõi trên Instagram cá nhân của cô đã tăng nhanh chóng, và cô được các nhà phê bình ca ngợi là ngôi sao đột phá của phim.

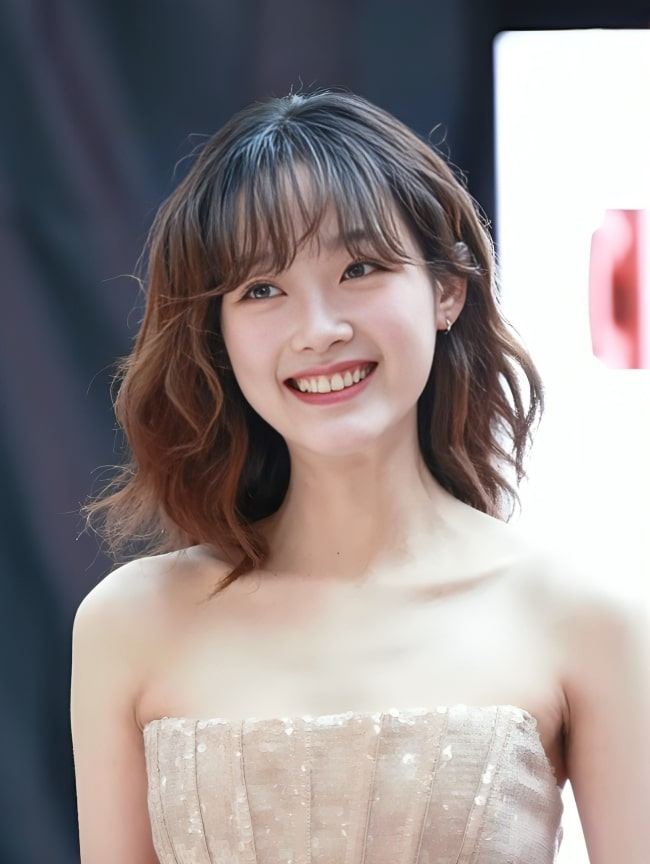
Nữ diễn viên Lee Yoo-mi trong vai Ji-Yeong

Tương tự, 2 cô gái Kang Sae-Byeok và Ji-Yeong cũng là nhân vật được thêm vào sau này. Nếu không sửa kịch bản gốc, câu chuyện xúc động giữa 2 cô gái sẽ không xuất hiện: "Khi tôi viết kịch bản vào 10 năm trước, họ vốn là nhân vật nam. Ji-Yeong ban đầu được gọi là Ji-Yong. Sau này, tôi nhận ra có điều gì đó ở phụ nữ và sự đoàn kết của họ có sức thuyết phục hơn", đạo diễn chia sẻ. Kim Joo-Ryung được đạo diễn trực tiếp mời vì từng hợp tác trong Sự im lặng. Điểm mạnh của cô là linh hoạt, hiểu ý đồ đạo diễn, xuất thần qua biểu cảm cơ mặt, ánh mắt lẫn chuyển động hình thể. Cô lột tả được sự khôn lỏi, hèn mọn và tuyệt vọng của nhân vật khi ở ranh giới sống chết.

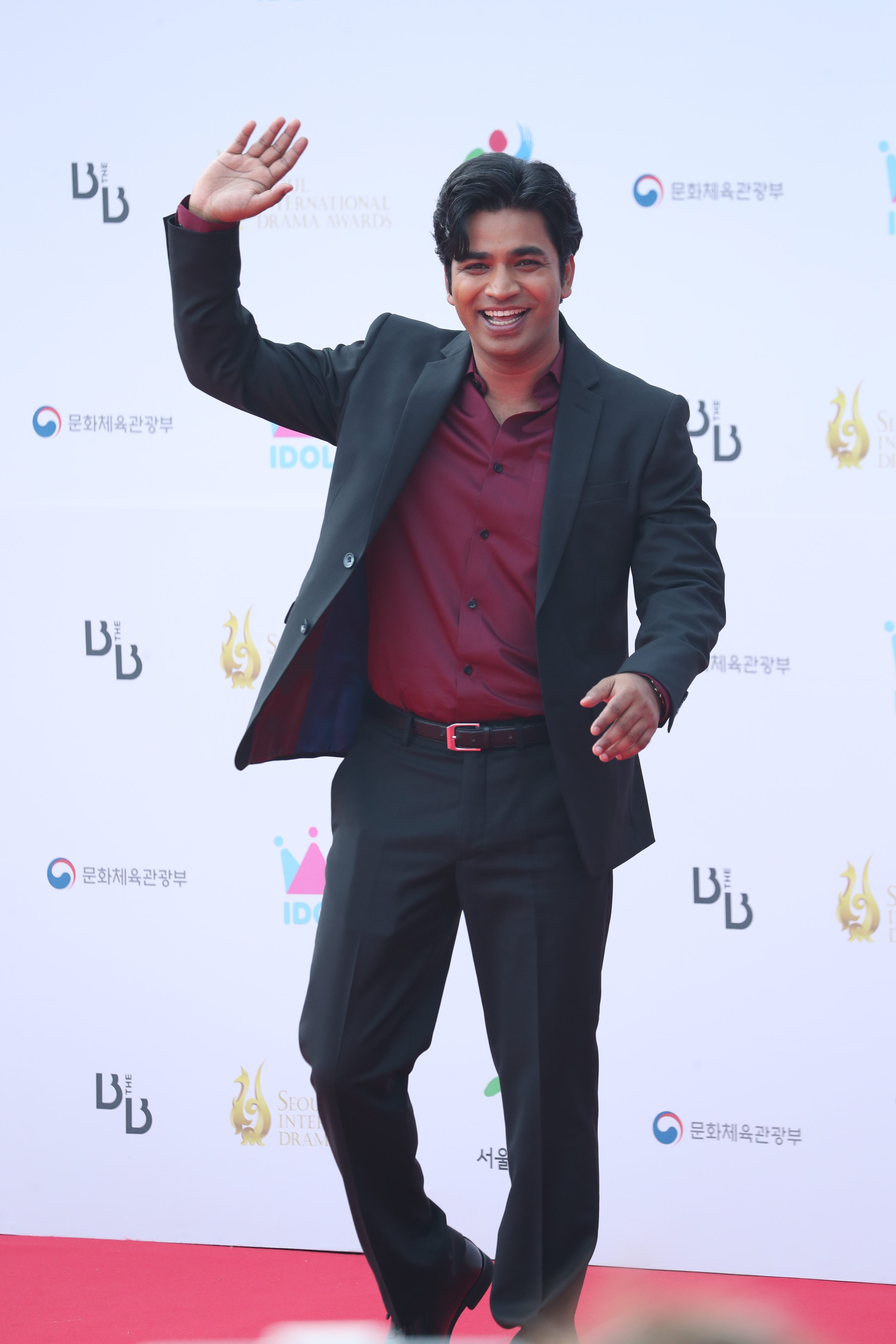
Anupam Tripathi trong vai Abdul Ali

Anupam Tripathi kể rằng ban đầu anh không được chọn vào vai Ali bởi đạo diễn đã nhắm nhân vật này cho tài tử người Philippines Carlo Aquino. Tuy nhiên, do ảnh hưởng của đại dịch Covid-19 nên nam diễn viên không thể tới Hàn Quốc quay phim, sau đó Anupam Tripathi được chọn vì khả năng diễn xuất cảm xúc và tiếng Hàn lưu loát. Anupam Tripathi kể anh được chấp thuận để góp mặt trong bộ phim vào đầu năm 2020 sau khi gửi đoạn video thử vai và được giám đốc chọn diễn viên của một công ty liên hệ. Đơn vị này đã giới thiệu anh với đạo diễn Hwang Dong-Hyuk và anh được giao cho vai diễn Ali. Nhân vật Ali trong phim được nhiều người yêu thích nhờ sự thật thà, trong sáng, trung thành và tin người đối lập với bản chất "khát máu" của trò chơi. Bộ phim lúc đầu được dự kiến là phim điện ảnh nhưng cuối cùng đạo diễn đã chuyển thành phim truyền hình dài tập. Do vậy, nhân vật cảnh sát Jun-Ho đã được bổ sung vào kịch bản "Khi tôi viết kịch bản phim, Jun-Ho không có ở đó. Một bộ phim khoảng 2 tiếng đồng hồ không đủ để có quá nhiều tình tiết. Nhưng khi nó được chuyển thành phim dài tập, chúng tôi có thể thêm nhiều câu chuyện vào cốt truyện". Theo đánh giá, anh là nhân vật cực kỳ quan trọng "có thể nhìn thấy bản chất của trò chơi". Xuyên suốt bộ phim, anh là mối đe dọa duy nhất đối với những người tổ chức trò chơi và các VIP.
Cả Gong-Yoo và Lee Byung-Hun đều đã làm việc với Hwang trong 2 bộ phim trước đó: Sự im lặng và Nam Hán Sơn Thành, và ông đã mời cả 2 xuất hiện trong vai khách mời. Ngoài ra, Hwang Dong-Hyuk cũng giải thích thêm về nhân vật người đàn ông bí ẩn do Gong-Yoo đảm nhận "Khi viết cốt truyện lần đầu tiên, tôi đã quyết định người này là một nhân viên cũ của ban tổ chức, giành được sự tin tưởng của người tạo ra trò chơi – Oh Il-Nam. Sau khi nâng cao vị trí của mình, hắn có cơ hội làm việc ngoài trò chơi, trong thế giới thực". Các VIP được chọn từ các diễn viên ngoại quốc sống ở Châu Á; với Geoffrey Giuliano, người đóng vai VIP tương tác với Jun-ho, ông từng đóng vai trong Bán đảo (Peninsula). Sau đó ông chia sẻ rằng có nhân vật trong phim được lấy cảm hứng từ cựu Tổng thống Mỹ Donald Trump: "Tôi nghĩ ông ấy tương tự một trong những nhân vật VIP của Trò chơi con mực".

### Âm nhạc

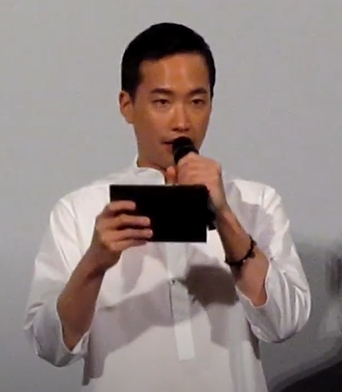
Jung Jae-il là nhà soạn nhạc cho bộ phim

Phim gây ấn tượng ở phần âm nhạc với hơn 20 bản nhạc nền, từ cổ điển, jazz, rock, trữ tình, buồn bã đến vui nhộn. Yonhap News nhận định những bản nhạc ấy "táo bạo nhưng đầy mỉa mai". Giám đốc âm nhạc Jung Jae-Il nói choáng váng khi phim gây sốt toàn cầu. "May mắn thay, tôi đã gặp tác phẩm tuyệt vời và được nhiều người đồng cảm. Thật hạnh phúc khi các bản nhạc nền được chú ý", trước đó ông từng viết OST cho 2 siêu phẩm của đạo diễn Bong Joon-ho – Ký sinh trùng (2019) và Okja (2017). Để phần âm thanh không đơn điệu, Jung bắt tay với 2 nhà soạn nhạc khác: Park Min-Joo và 23 (tên thật Kim Sung-Soo).
Bản "Way back then" không lời phát xuyên suốt 9 tập, tạo điểm nhấn cho hành động, biểu cảm của các nhân vật. Jung Jae Il dùng một số nhạc cụ anh từng luyện tập thời tiểu học, trong đó có bộ gõ và máy ghi âm. Giai điệu vui tai dựa trên nhịp vỗ tay 3-3-7, thường được người Hàn sử dụng khi muốn cổ vũ ai đó. Tuy nhiên nó lại gây ám ảnh khi đặt trong bối cảnh cuộc sinh tồn đẫm máu. Bản "Pink Soldiers" do 23 biên soạn, thường vang lên mỗi khi phe cai quản màu hồng xuất hiện. Giai điệu với nhiều nốt cao, gấp gáp kèm cụm từ "tu-tu-tu-tu" tạo không khí kỳ quái, khiến người chơi hồi hộp, bất an.
Phim còn dùng chất liệu của "Trumpet Concerto" gồm 3 chương do nhà soạn nhạc Áo lừng danh Joseph Haydn sáng tác. Jung Jae-Il lồng ghép nhiều bản giao hưởng kinh điển, tăng mức độ ám ảnh và tương phản của trò chơi chết chóc. 456 "con nợ" được đánh thức bởi giai điệu hân hoan trong chương thứ ba bản hòa tấu kèn trumpet giọng Mi giáng trưởng (Trumpet Concerto E-flat major). Trên nền nhạc cụ trumpet cách tân có phím (keyed trumpet) chủ đạo, người chơi lẫn khán giả tò mò, không biết điều gì chờ đợi họ phía trước. Bản "Le Beau Danube Bleu" không lời của nhạc sĩ Johann Strauss II – biệt danh "Vua của các điệu waltz" – báo hiệu trò chơi mới bắt đầu. Giai điệu hào hứng, tươi vui đối lập với sự tàn khốc. Đó có thể là âm thanh cuối cùng 456 nhân vật được nghe thấy trong đời. Bản jazz "Fly me to the moon" do Bart Howard sáng tác qua phần thể hiện của Joo Won-Shin gây ám ảnh nhất. Đạo diễn mong tạo tương phản giữa việc giết người tàn bạo với âm nhạc đẹp đẽ, từ đó khắc họa tâm lý biến thái của "ông trùm" tổ chức trò chơi. Hắn vừa uống rượu, thưởng thức điệu jazz kinh điển, vừa xem người chơi lần lượt bị kết liễu. "Bản giao hưởng số 5" của Beethoven vang lên khi các nhân vật vào phòng chờ VIP. Điệu valse trong chương 2 nhạc phẩm "Serenade for Strings" do Tchaikovsky sáng tác là nhạc nền thông báo trò chơi thứ 2 kết thúc. Ngoài ra, còn nhiều bản OST được yêu thích gồm: "Round VI, I remember my name, Murder Without Violence, Hostage crisis, Let's go out tonight..." Nhạc phim được phát hành vào ngày 17 tháng 9 năm 2021.

## Quảng bá

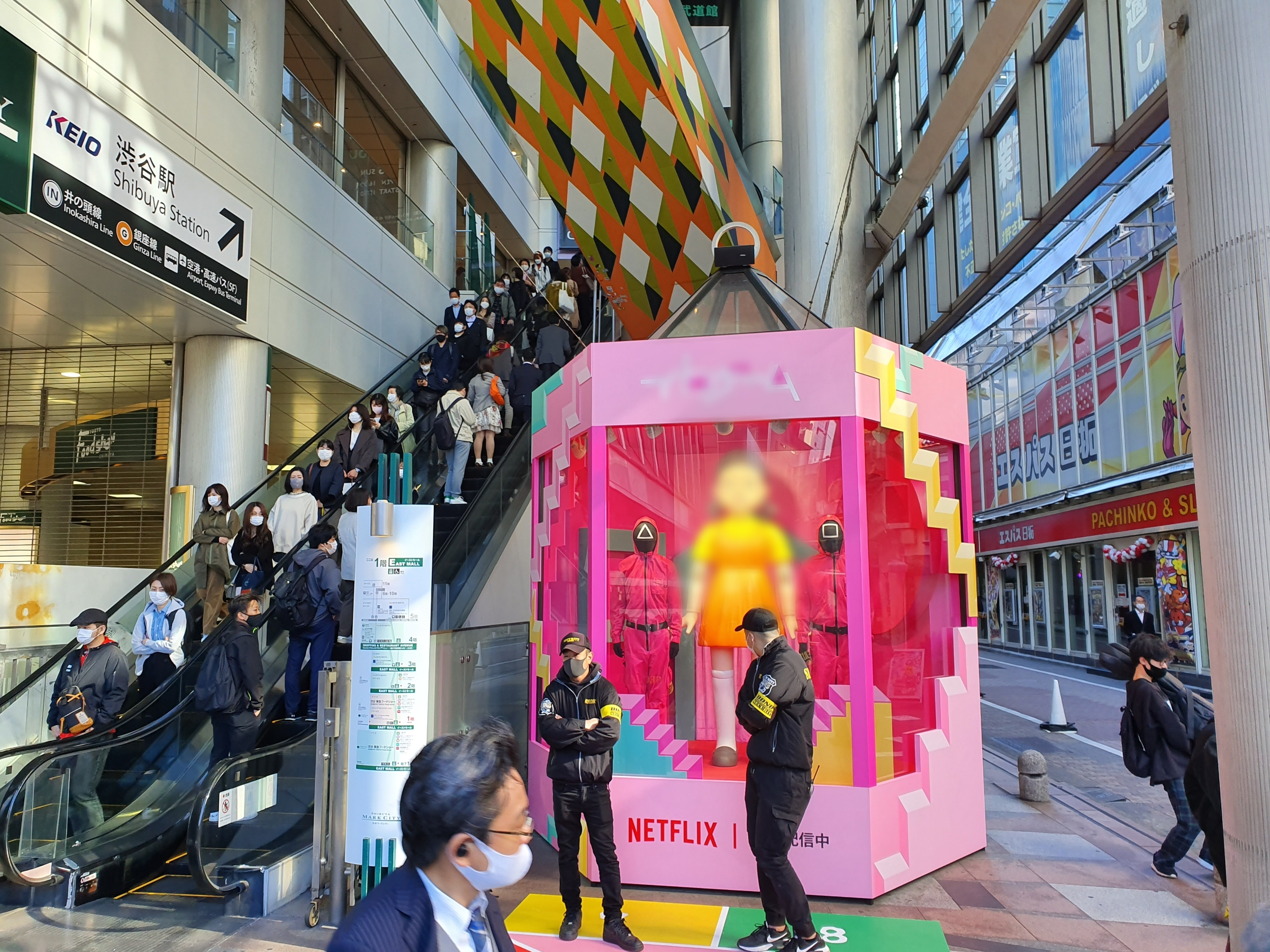
Bản sao búp bê & nhân viên trưng bày tại Shibuya, Nhật Bản

Tại Philippines, một bản sao con búp bê cao 3m được sử dụng trong phim đã được trưng bày trên Đại lộ Ortigas ở Thành phố Quezon vào tháng 9 năm 2021.
Một bản sao hoàn chỉnh hơn đã được trưng bày tại nhà ga Itaewon ở Seoul. Tuy nhiên, triển lãm đã phải đóng cửa sớm do diễn biến phức tạp của dịch COVID-19. Sau đó 1 bản sao cao 4m đã được dựng ở công viên Olympic Seoul, thu hút nhiều du khách ghé thăm vào tháng 10. Ngoài ra, các bản sao con búp bê đã có mặt ở một số nơi khác, bao gồm Sydney & Anh.
Trong 2 ngày 2-3 tháng 10 năm 2021, Netflix khai trương Trung tâm Trải nghiệm Squid Game tại đại lộ số 12 Rue d'Alexandrie ở Paris, Pháp. Hoạt động này diễn ra từ 11 giờ sáng đến 7 giờ tối. Đến đây, khách tham quan có thể thử 2 trò chơi tách kẹo đường Dalgona và ném bao thư Ddakji. Trong trò tách kẹo đường Dalgona, người chơi có 1 phút 30 giây để hoàn thành thử thách. Nếu tách được kẹo theo hình dạng chính xác trong thời hạn, du khách có thể nhận được 1 tháng xem Netflix miễn phí.

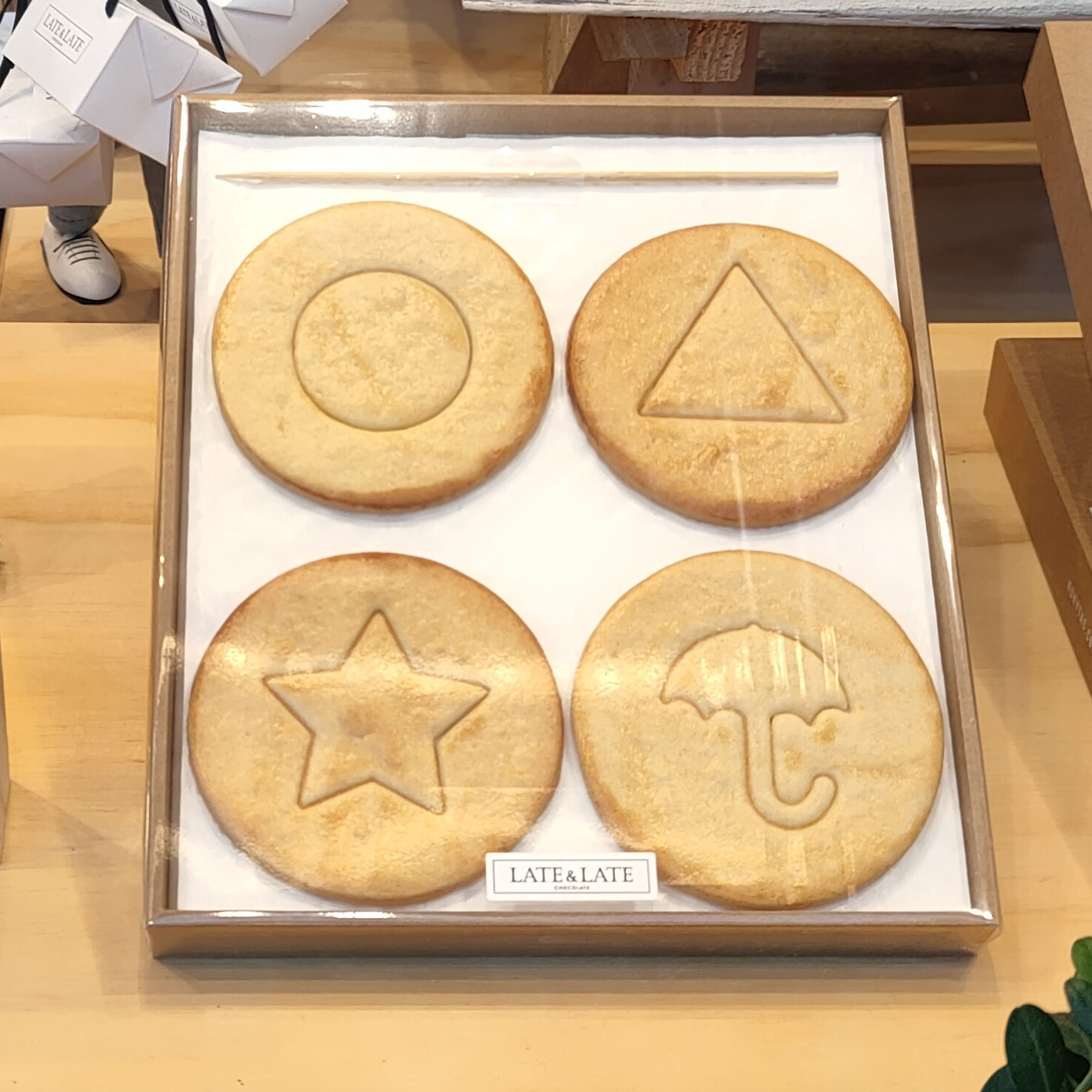
Món kẹo đường Dalgona

Cũng trong tháng 10, Trò chơi con mực được tái hiện ngoài đời thực tại Trung tâm Văn hóa Hàn Quốc ở Abu Dhabi, UAE với hàng loạt trò chơi lấy cảm hứng từ bộ phim. Bà Ewha Kim, giám đốc phụ trách quan hệ công chúng cho biết: "Chúng tôi mong muốn tổ chức nhiều sự kiện quảng bá về các trò chơi như trong loạt phim truyền hình Trò chơi con mực để mọi người có thể tìm hiểu và trải nghiệm về văn hóa của Hàn Quốc. Tất cả những trò chơi trong phim đều là những trò chơi đã gắn bó với chúng tôi từ thời thơ ấu". Ông Nam Chan-woo, giám đốc Trung tâm cho biết với Khaleej Times: "Giải đấu trông khá tàn bạo trên phim vì người ta muốn tăng độ kịch tính. Tuy nhiên, những trò chơi trong đó khá phổ biến với trẻ em Hàn Quốc từ trước đến nay. Tôi nghĩ các phim trực tuyến trên Netflix sẽ góp phần lan tỏa văn hóa Hàn Quốc ra toàn thế giới, giống cách K-pop từng làm được những năm 2010".
Tại Hà Lan, Netflix tổ chức Trò chơi con mực tại Maastricht và Rotterdam, nơi mọi người có thể chơi trò Đèn đỏ, Đèn xanh. Một bản sao của con búp bê được trưng bày cùng các nhân viên hóa trang thành những người bảo vệ. Người thắng cuộc được trao các kỷ vật trong trò chơi. Sự kiện thu hút hàng trăm người.
Trong thời gian diễn ra Lễ hội điện ảnh thế giới châu Á tại Los Angeles (Mỹ) vào tháng 11, đã có hơn 500 người tham gia sự kiện nhỏ quảng bá văn hóa Hàn Quốc thông qua các trò chơi xuất hiện trong phim. Không chỉ được chơi một cách vui vẻ mà những người tham gia còn được nhận giải thưởng, với giải nhất là 456 USD cùng tour du lịch tới đảo Jeju.
Vào tháng 10 năm 2021, Kim Min-young, giám đốc điều hành Netflix Châu Á tiết lộ rằng công ty đang xem xét khả năng ra mắt trò chơi điện tử dựa theo phim. Netflix đã cấp phép bán các sản phẩm ăn theo phim, bao gồm bộ tượng Young-hee vào tháng 1 năm 2022, và cho tập đoàn Funko phát hành một bộ tượng nhỏ Funko Pops theo chủ đề phim vào tháng 5 năm 2022.

## Sự cố & tranh cãi
Dù gây sốt, một số ý kiến cho rằng phim lạm dụng yếu tố bạo lực. Các cảnh máu me, bắn giết diễn ra quá nhiều, có thể gây ảnh hưởng đến người xem. Khi phát hành, nhà sản xuất dán nhãn C18 (cấm trẻ em dưới 18 tuổi) để khuyến cáo khán giả. Ngoài ra, ê-kíp cũng mắc một số lỗi không đáng có như để lộ số điện thoại thật hay nhầm lẫn số thứ tự các nhân vật phụ.

### Làm lộ số điện thoại thật
Phim nhận chỉ trích vì dùng số điện thoại có thật, khiến chủ nhân chịu nhiều phiền phức. Không ít con nợ đã gọi điện xin tham gia trò chơi để kiếm tiền. Cụ thể, mọi chuyện bắt nguồn từ tấm danh thiếp của ban tổ chức trò chơi với dãy số điện thoại liên lạc. Ngoài đời, rắc rối của ê-kíp cũng đến từ những con số tưởng chừng như vô thưởng, vô phạt này bởi số điện thoại trên tấm danh thiếp trong phim lại có thật ngoài đời. Theo tờ Koreastardaily, ít nhất 3 chủ thuê bao phàn nàn cuộc sống bị đảo lộn từ khi phim phát trên Netflix, trong đó có người phản ánh bản thân liên tục nhận được cuộc gọi và tin nhắn, không thể sống yên ổn sau khi phim phát sóng, cô nhận hơn 2.000 cuộc gọi và tin nhắn. Khi nhắn lại: "Số của tôi không phải của Squid Game", cô nhận được tin đáp trả thô tục, cô cũng từ chối lời đề nghị bồi thường 1 triệu won của ê-kíp để đổi số điện thoại vì lý do công việc. Trước sự việc này, đại diện Netflix Hàn Quốc cho biết sẽ cùng công ty sản xuất Siren Pictures giải quyết vấn đề này, "bao gồm chỉnh sửa các cảnh hiển thị số điện thoại khi cần thiết". Netflix Hàn Quốc đã yêu cầu người xem hạn chế gọi và nhắn tin đến số điện thoại này nhưng không bình luận về tiến độ bồi thường cho chủ nhân của số điện thoại. Cách giải quyết của ê-kíp khiến công chúng Hàn Quốc bức xúc, chỉ trích đoàn làm phim và các bên liên quan đã làm việc quá vô trách nhiệm.

### Nghi vấn đạo ý tưởng
Trên mạng xã hội, một số ý kiến cho rằng phim đạo ý tưởng từ tác phẩm As the Gods Will (2014) của Nhật Bản, cụ thể khán giả nhận thấy nhiều điểm tương đồng trong nội dung giữa 2 bộ phim, nhưng đạo diễn Hwang Dong-hyuk cho biết kịch bản được lấy cảm hứng từ những câu chuyện sinh tồn trong truyện tranh: "Tôi có ý tưởng đưa trò chơi dâm bụt nở hoa lên phim từ năm 2009. Đó cũng là tình tiết tương đồng duy nhất giữa 2 tác phẩm. Tôi không sao chép. Thậm chí, tôi có ý tưởng đó trước... Sau khi hoàn thành bộ phim đầu tay năm 2008, tôi thấy rất nhiều truyện tranh Nhật Bản và Hàn Quốc bày bán trong hiệu sách. Không ít thuộc thể loại trò chơi sinh tồn. Tôi bắt đầu bị thôi thúc bởi ý tưởng sáng tạo một câu chuyện như thế, nhưng với bối cảnh Hàn Quốc. Tôi hoàn thành kịch bản vào năm 2009 nhưng không bán được vì ý tưởng quá khó hiểu. Nhà sản xuất đánh giá câu chuyện quá bạo lực, thể loại cũng còn xa lạ với thị hiếu khán giả đương thời. Kết quả, tôi buộc phải gác nó sang một bên", nhà làm phim chia sẻ. Tuy nhiên, lời giải thích này của ông vẫn chưa thỏa mãn được công chúng. Đến ngày 29 tháng 10, tờ báo kinh tế Nhật Bản Nikkei đã khẳng định "hầu hết các trò chơi trong phim đều đến từ Nhật Bản" và cho rằng đây chính là lý do giúp cho bộ phim được nhiều người yêu thích.

### Cảnh nóng trong phim
Sau khi phim phát sóng, một bộ phận khán giả Hàn chỉ trích ê-kíp lẫn Kim Joo-Ryung vì làm xấu mặt phụ nữ Hàn Quốc, nhất là chi tiết ân ái trong nhà vệ sinh. Đạo diễn Hwang Dong-Hyuk cho biết phân cảnh đó là cần thiết, khắc họa rõ nét mong muốn được sống của nhân vật, bất chấp bị chà đạp danh dự, nhân phẩm và lòng tự tôn: "Tôi tin rằng không chỉ Han Mi-Nyeo sử dụng cơ thể của mình như một món hàng. Bất kỳ người nào, có tính cách tương tự, nếu bị đặt vào tình huống cực đoan cũng sẽ hành động giống vậy, có thể làm bất cứ điều gì để được an toàn. Tôi tạo ra cảnh này không có ý định hạ thấp, ghét bỏ phụ nữ hay bất cứ điều gì tương tự. Tôi chỉ coi đó là điều mà một con người sẽ làm khi họ bị đẩy đến tình huống tồi tệ nhất.". Trong khi ấy, đa số người hâm mộ quốc tế nhận xét cảnh "nóng" là bình thường, phù hợp với tâm lý nhân vật và thúc đẩy cốt truyện đến cao trào. Vì hận "người tình một đêm" phụ bạc và thất hứa, Han Mi-Nyeo mang lòng thù hận, quyết ôm người chơi 101 tự tử ở trò thứ 5. Cô cho biết không gặp khó khăn khi đóng cảnh "nóng" và phải vượt qua được nỗi sợ, xấu hổ mới có thể trở thành diễn viên chuyên nghiệp. Tờ The Focus nhận định: "Dù khán giả yêu hay ghét, người chơi 212 do Kim Joo-Ryung thể hiện vẫn trở thành một trong những nhân vật biểu tượng của mùa 1" 

### Chất lượng phụ đề
Phim cũng gây ra cuộc tranh cãi vì chất lượng phụ đề phim xuống cấp, dẫn đến hệ lụy dịch sai nội dung phim, ý nghĩa câu nói và gây phản cảm với khán giả về bộ phim do người làm phụ đề khó khăn vì không am hiểu văn hóa quốc gia đó. Một số khán giả không phải là người nói tiếng Hàn đã rất ngạc nhiên khi biết rằng họ không được truyền tải sự phong phú của lời thoại gốc và rằng các bản dịch chính xác hơn có thể gợi ý các cách hiểu và sắc thái khác nhau. Tuy nhiên, một số người dùng mạng xã hội cũng bác bỏ nhận định "bản dịch kém" của phim, họ nói rằng những người dịch cũng đã tính đến những từ cụ thể có bản chất văn hóa, bao gồm kính ngữ hoặc những từ như "hyung" và "oppa" – những từ thân thiện được sử dụng trong tiếng Hàn để chỉ một người anh trai, tùy theo người nói là nam hay nữ. Điều này đặt ra vấn đề chú ý từng chi tiết, sự hợp tác giữa đội dịch thuật và đạo diễn là điều hiếm thấy, đặc biệt là trong thời kỳ phát triển mạnh của dịch vụ phát trực tuyến như Netflix, HBO Max...

## Đón nhận, đánh giá & lượt xem

### Đón nhận & đánh giá chuyên môn
Tại thời điểm lên sóng, phim nhận nhiều phản hồi tích cực từ giới phê bình quốc tế. Trang Den of Geek chấm phim 4,5/5 điểm với lời nhận xét "phim tận dụng tốt yếu tố bạo lực để phê bình sắc sảo các mâu thuẫn khó dung hòa trong xã hội cũng như khơi gợi đồng cảm với nhân vật; Squid Game không cung cấp một lối thoát khỏi sự khủng khiếp của thế giới thực; trong giới hạn là một bộ phim truyền hình hư cấu, nó mang lại cho chúng ta một lời khẳng định rằng những sự tàn bạo, khủng khiếp, đáng ghê tởm của thế giới thực sự tồn tại và chúng ta không đơn độc trong việc phát hiện ra chúng là cơn ác mộng".  Sau khi công chiếu, tính tới ngày 24 tháng 9, phim đạt điểm trung bình 8.3 trên trang IMDb với khoảng 13 nghìn đánh giá, đạt số điểm 94% (mùa 1) cùng 89% điểm khán giả đánh giá trên trang Rotten Tomatoes.
Tác giả Pierce Conran của South China Morning Post chấm phim 4,5/5 sao và bình luận "Nhìn chung, đây vẫn là một bộ phim giải trí man rợ của Netflix Hàn Quốc, có khả năng sẽ được đón nhận trên toàn thế giới như những người tiền nhiệm của nó." Cây viết Paul Tassi của Forbes nhận xét "Đó là một cuộc phiêu lưu kỳ lạ, bạo lực, đáng lo ngại và nếu điều đó nghe có vẻ giống như điều bạn muốn, tôi không thể nói hết được sự hấp dẫn của phim", tác giả John Doyle của The Globe and Mail đã mô tả bộ phim là "một câu chuyện dũng cảm, đen tối, đầy tham vọng, có lúc xúc động và có lúc đáng sợ" và nói thêm, "Sức mạnh của nó nằm ở chỗ, tiền bạc là sự sống còn. Đây không phải là một thứ tưởng tượng viễn vông như Đấu trường sinh tử. Đây là cuộc sống ngày nay với tất cả sự khủng khiếp phức tạp của nó". Tạp chí Fortune tán thưởng phim là sự giao thoa giữa Đấu trường sinh tử, loạt phim khoa học viễn tưởng Black Mirror của Anh và tác phẩm nổi tiếng Ký sinh trùng.  Tác giả Joel Keller viết cho trang Decider trực thuộc New York Post cho hay ý tưởng phát triển phim rất sáng tạo, ông mô tả nó là "một câu chuyện chặt chẽ, căng thẳng và hấp dẫn", đồng thời khuyến khích khán giả tìm xem tác phẩm "Phim lấy một ý tưởng mới và biến nó thành một bộ phim truyền hình gay cấn; chúng tôi hy vọng nó sẽ tiếp tục xây dựng sự căng thẳng mà chúng tôi đã thấy trong 20 phút cuối phim". Abha Shah của Evening Standard viết rằng bộ phim "được viết chặt chẽ, mỗi tập đều có tốc độ vừa đủ để khiến nó thực sự xứng đáng", đồng thời ca ngợi các chủ đề của bộ phim là "hấp dẫn trên toàn cầu". Báo USA Today nhận xét "Một cảm giác nguyên sơ, hấp dẫn và khó rời mắt trong bộ phim đẫm máu, kinh dị và rối loạn tâm lý sâu sắc", báo cũng cho hay bộ phim gây ấn tượng mạnh bởi tính thẩm mỹ cao. Những cảnh quay toàn tạo nên thế giới siêu thực, đầy màu sắc. Hình ảnh người nối đuôi đi qua những bậc thang gợi cảm giác họ là nhân vật trong các trò chơi điện tử. Trái ngược với những con phố u ám ở Seoul, người chơi tận hưởng sự choáng ngợp, mang lại cảm giác thoải mái trước khi họ bước vào cuộc chiến sinh tồn. Tác giả Kelly Lawler cho rằng mức độ máu me của tác phẩm không đáng sợ như The Walking Dead, nhưng cảnh giết chóc dồn dập trên nền nhạc trẻ em gây ám ảnh, cách mô tả trò chơi hấp dẫn làm nên thành công cho phim. Theo BBC, thể loại phim tuy không mới nhưng hình ảnh ấn tượng, các trò chơi dễ hiểu, xoáy sâu vào tâm lý con người giúp phim thu hút khán giả toàn cầu "Các vòng chơi đơn giản, chủ yếu là trò chơi trẻ em. Song, việc tham gia trò chơi thời thơ ấu nhưng phải trả giá bằng mạng sống khiến người xem đứng ngồi không yên", tác giả William Lee kết luận.
Bản thân Hwang Dong-hyuk cho biết ông không mong đợi phản ứng mạnh mẽ như vậy với bộ phim trong một thời gian ngắn như thế. Tuy nhiên, lý giải cho cơn sốt của phim trên toàn cầu, ông cho rằng sự đơn giản của trò chơi và các tình tiết phụ của các nhân vật đã cho phép khán giả toàn cầu cộng hưởng với bộ phim: "Bộ phim liên quan đến các trò chơi sinh tồn, nhưng nó thực sự là về con người. Vì vậy, khán giả không mất nhiều thời gian để hiểu các quy tắc của trò chơi, điều này mang lại nhiều không gian hơn cho họ theo dõi cảm xúc của các nhân vật đang chơi trò chơi này. Các bộ phim cùng thể loại khác theo chân một anh hùng giải các câu đố khó để trở thành người chiến thắng. Nhưng bộ phim này là câu chuyện của những kẻ thất bại, không có người chiến thắng, không có thiên tài, mà là một người tiến từng bước với sự giúp đỡ của người khác".
Theo trang Insight, một ngày sau khi phát hành, phim đã nhanh chóng vào top 3 phim hay nhất Netflix ở các quốc gia và vùng lãnh thổ. Đến cuối tháng 9, bộ phim trở thành phim Hàn Quốc đầu tiên dẫn đầu bảng xếp hạng các loạt phim thịnh hành nhất trên Netflix Mỹ, vượt qua Giáo dục giới tính mùa 3. Phim sau đó thiết lập nên kỷ lục mới khi trở thành phim truyền hình Hàn Quốc đầu tiên đứng số 1 Netflix toàn cầu theo xếp hạng của FlixPatrol. Tờ Forbes đã có bình luận về sức hút của phim "Không có gì lạ khi các phim nói tiếng Anh ăn khách nhất ở nhiều quốc gia, còn Squid Game là một phim dài tập của Hàn Quốc. Thành tích này rất nổi bật, điển hình cho sự lan tỏa rộng khắp. Ngay cả Netflix cũng ngạc nhiên với thành công đột phá của loạt phim".

### Lượt xem
Với thành công ngoài mong đợi, phim ước tính sẽ mang lại nguồn thu đáng kinh ngạc cho Netflix, theo thông tin bị rò rỉ từ nội bộ công ty này. Theo báo cáo của Bloomberg, Netflix đã chi 21,4 triệu USD cho loạt phim. Sau khoảng 1 tháng công chiếu, nền tảng này ước tính loạt phim sẽ mang lại "giá trị tác động" khoảng 891 triệu USD – tức là gấp khoảng 40 lần. Sự độc quyền chính là nhân tố chiến lược giúp Netflix "bội thu" nhờ số lượng người xem và đăng ký tăng trưởng nhanh chóng. Báo phân tích rằng trong 23 ngày kể từ khi ra mắt, 132 triệu thuê bao gia đình của Netflix đã phát trực tuyến ít nhất 2 phút của loạt phim này. Khoảng 89% những người xem đó đã bật ít nhất 75 phút (tức là nhiều hơn một tập) và 66% trong số đó – tức 87 triệu đã xem xong toàn bộ loạt phim trong vòng 23 ngày đầu tiên kể từ ngày phát hành. Nhìn chung, người dùng Netflix đã phát trực tuyến hơn 1,4 tỷ giờ của phim trong khoảng thời gian 23 ngày đó. Những con số đầy ấn tượng này tiếp tục cho thấy sức hút khủng khiếp của phim trên toàn cầu. Tuy nhiên, Netflix chưa đưa ra bình luận và cho rằng Bloomberg có hành động "không phù hợp" khi tiết lộ dữ liệu này. Trước đó Netflix chia sẻ thông tin trên Twitter: "Squid Game đã chính thức đạt 111 triệu người hâm mộ – đây là lần ra mắt loạt phim lớn nhất từ trước đến nay của chúng tôi!". Bộ phim dẫn đầu của Netflix trước đó là Bridgerton với con số đạt được là 82 triệu người xem khi ra mắt. Netflix vào ngày 19 tháng 10 cho biết 142 triệu hộ gia đình đã xem bộ phim. Sau khi Netflix cải tiến các số liệu về lượng người xem được công bố vào tháng 11 năm 2021 dựa trên tổng số giờ đã xem của loạt phim, Trò chơi con mực vẫn là chương trình được xem nhiều nhất trên dịch vụ, với hơn 1,65 tỷ giờ trong vòng 28 ngày đầu tiên so với 625 triệu giờ của Bridgerton. Tạp chí Variety của Mỹ ngày 21 tháng 12 (giờ địa phương) công bố danh sách phim truyền hình quốc tế (bên ngoài Mỹ) hay nhất năm 2021, trong đó phim này đứng đầu danh sách. Tờ này cho biết, phim có một điểm nhìn "không nhượng bộ", bạo lực trong nghệ thuật kể chuyện. Trên YouTube, nội dung liên quan đến phim đã tạo ra 17 tỷ lượt xem trong vòng 8 tuần, cao nhất đối với một chương trình truyền hình, vượt qua lượng người xem nội dung liên quan đến Trò chơi vương quyền tạo ra trong 10 năm.  Google vào tháng 12 đã công bố Trò chơi con mực chính là chương trình truyền hình được tìm kiếm nhiều nhất trên toàn cầu, trong khi Twitter cho biết phim là chương trình truyền hình được tweet nhiều nhất trong năm 2021.
Tại Trung Quốc, các phiên bản lậu được lưu hành rộng rãi trên Internet và trở thành chủ đề phổ biến trên các trang mạng xã hội Trung Quốc. Cụ thể, phim được dân mạng Trung Quốc thảo luận tích cực dù Netflix không khả dụng tại quốc gia này và cũng không có công ty nào có bản quyền phát sóng. Lý do là bởi người dùng Trung Quốc có thể tải lậu để xem với phụ đề tiếng Trung do các nhóm thực hiện, bên cạnh phụ đề chính thức do Netflix cấp. Trên mạng xã hội Weibo, bình luận và hashtag #SquidGame đã lập kỷ lục gần 2 tỷ lượt xem và đã nằm trong Top 5 chủ đề tìm kiếm hot nhất.

## Chủ đề & phân tích

### Chủ nghĩa tư bản & chênh lệch kinh tế
Theo cơ quan truyền thông Bắc Triều Tiên Meari, Trò chơi con mực đã khắc họa thực trạng xã hội Hàn Quốc hiện nay, sự giàu nghèo phân hóa rõ rệt và tình trạng tham nhũng tràn lan: "Thực trạng hiện giờ của Hàn Quốc là có rất nhiều người bị loại khỏi sự cạnh tranh khốc liệt của xã hội. Số lượng học sinh sinh viên bỏ học gia tăng trong bối cảnh mọi người chạy đua gay gắt về việc làm, bất động sản...Thật đáng tiếc khi họ đang sống trong một thế giới nơi mọi người bị đánh giá dựa trên tiền bạc". Báo còn dẫn lời các nhà phê bình phim Hàn Quốc giấu tên đánh giá phim phơi bày "một xã hội bất bình đẳng, nơi những người không có tiền bị giới thượng lưu đối xử như quân cờ" và nhấn mạnh "Squid Game được cho là khiến mọi người nhận ra thực tế đáng buồn về xã hội tàn bạo của Hàn Quốc, nơi con người bị đẩy vào cuộc cạnh tranh khắc nghiệt và không còn nhân tính".
Tờ New York Times cho biết những gì xảy ra trên phim là hoàn toàn có thật về xã hội Hàn Quốc hiện đại khi khoản nợ hộ gia đình ở Hàn Quốc đã tăng trong những năm gần đây, hiện tương đương với hơn 100% GDP – mức chưa từng thấy ở các quốc gia châu Á, chính hàm ý về sự bất bình đẳng đang diễn ra trong xã hội Hàn Quốc là một trong những yếu tố giúp phim nổi tiếng toàn cầu. Nợ nần đi đôi với sự chênh lệch thu nhập ngày càng gia tăng đáng kể ở Hàn Quốc. Mức chênh lệch này trở nên trầm trọng hơn do tỷ lệ thất nghiệp ở thanh niên tăng cao, và giá bất động sản ở những thành phố lớn vượt quá khả năng của hầu hết người lao động bình thường. Như bộ phim đã minh họa, các lý do như bị mất việc đột ngột, đầu tư sai lầm hoặc đơn giản do vận rủi có thể buộc một người trở thành con nợ cố gắng sống qua ngày, cùng các vấn đề khác như thực trạng bóc lột lao động nhập cư, thông qua nhân vật người đàn ông Pakistan đại diện cho những lao động từ Nam Á và Đông Nam Á hay tệ nạn buôn bán nội tạng người. Số phận những người chạy trốn từ Triều Tiên cũng được khắc hoạ, khi họ phải vượt qua nhiều khó khăn để có thể tồn tại ở vùng đất mới.
Cùng quan điểm trên, tờ The Guardian nhận định "Trò chơi con mực thu hút sự chú ý khán giả khắp thế giới bằng cách vẽ nên bức tranh chân thực về xã hội Hàn Quốc", cụ thể báo cho hay bộ phim không đơn thuần là một bộ phim giải trí, khiến khán giả thấy kịch tính với những cú bẻ lái bất ngờ của đạo diễn mà phim còn đề cập tới những vấn đề xã hội một cách tinh tế, như việc đạo diễn đưa vấn đề bất bình đẳng giới vào phim cũng là điều khiến tác phẩm được đánh giá cao. Sự bất bình đẳng giới được thể hiện qua số phận và cuộc đời của những nhân vật nữ. Họ đều có những bi kịch riêng, bị coi thường, nhục mạ và thậm chí bị đánh đập. Việc thiếu vắng phụ nữ trong lớp người cầm quyền được xem là dụng ý của đạo diễn, nhằm ám chỉ vấn nạn trọng nam khinh nữ vẫn tồn tại ở Hàn Quốc. Ngoài ra, bức tranh về một xã hội bất bình đẳng, phân cấp giàu nghèo được "vẽ" khá rõ nét trong từng chi tiết của bộ phim. Tầng lớp lao động nghèo phải bán mạng làm việc để duy trì cuộc sống nhưng chỉ công cụ kiếm tiền và mua vui cho giới nhà giàu. Phim cũng khắc họa hình ảnh của lớp người gánh trên vai những khoản nợ khổng lồ, không có khả năng tự chi trả và chỉ trông đợi một phép màu đổi đời nào đó giúp họ vượt qua nỗi ám ảnh nợ nần tại Hàn Quốc. Báo Bloomberg tiết lộ mức lương cơ bản dành cho những người không xuất thân từ giới nhà giàu của Hàn Quốc khá thấp và không hề tăng lên trong những năm qua. Do đó, giới trẻ Hàn Quốc lựa chọn vay nợ để chi trả các chi phí sinh hoạt. Điều này tạo nên một thế hệ trẻ gặp rắc rối về kinh tế, việc làm và đối mặt với sự chênh lệch giàu nghèo. Và sự bế tắc về kinh tế có thể đẩy những người trẻ tại Hàn Quốc tới những quyết định cực đoan. Brian Lowry của CNN viết rằng loạt phim "trình bày một sự thay đổi trực quan hấp dẫn về các chủ đề đã thấy nhiều lần trước đây, bao gồm việc khai thác sự phân chia giai cấp – và người giàu về cơ bản săn mồi người nghèo và cơ cực – tại thời điểm mà khán giả có thể tiếp thu nhiều hơn thông điệp đó."
Giáo sư người Mỹ gốc Hàn Ku Ji-song chuyên giảng dạy về văn hóa châu Á và đang nghiên cứu tại Trung tâm Hàn Quốc học thuộc Đại học Binghamton, New York, Mỹ nhận định những bạo lực, tàn khốc mà người xem tìm thấy trong phim thực tế không xa lạ gì với phim truyền hình & điện ảnh Hàn Quốc từ trước đến nay: "Bộ phim "Trò chơi con mực" tiếp tục chứa đựng sự táo bạo, tính khốc liệt vốn đã được phản ánh trong phim Hàn Quốc từ lâu. Những ai đã xem nhiều phim Hàn sẽ không cảm thấy phim là một cú sốc đột biến", ông cũng cho hay người xem tìm thấy những nỗi bất an, áp lực kinh tế, khoảng cách giàu nghèo vốn đang hiện diện trong cuộc sống của rất nhiều người ở nhiều quốc gia trên thế giới. Chính điều này đã khiến phim tạo nên sự đồng cảm trong người xem ở nhiều quốc gia, bất kể những khác biệt về văn hóa, bất kể việc có những khán giả trước đó còn chưa từng xem phim Hàn.
Nhìn chung, những câu chuyện trong phim không chỉ riêng có ở Hàn Quốc, mà những số phận đau khổ đó có thể thấy ở nhiều nơi trên thế giới. Những nền kinh tế tương tự như Hàn Quốc đang trải qua nhiều thách thức tương tự, và đại dịch COVID-19 càng làm trầm trọng thêm vấn đề.

### Các quan điểm khác
Một số ý kiến cho rằng phim đã sử dụng hiệu ứng điềm báo trong việc ám chỉ đến cái chết của các nhân vật chính và các yếu tố khác của bộ phim. Ví dụ, Ali trong tập 2 bị ông chủ lừa lấy tiền lương của mình, trong khi cái chết của anh ta đến sau khi bị lừa đưa cho Sang-woo viên bi của mình trong tập 6. Tương tự, tên xã hội đen Deok-su trốn tránh sự truy lùng của đàn em trong tập 2 bằng cách nhảy cầu, trong khi cái chết của anh ta trong trò chơi vượt cầu kính đến từ tập 7 khi bị Mi-nyeo cùng nhau đẩy rơi khỏi cầu. Sae-byeok có một vết sẹo trên cổ và kề dao vào cổ người đàn ông đã lừa lấy tiền của cô; sau đó cô bị Sang-woo rạch cổ họng. Một số cảnh bổ sung trong các tập đầu cũng được cho là ám chỉ Il-nam (Người chơi 001) là người đặc biệt và không chỉ là người chơi bình thường, bao gồm việc trở thành người già nhất trong số những người chơi, có nhận dạng người chơi "001", và nhận thức sâu sắc về tất cả các trò chơi kể từ khi chúng do ông thiết kế.
Truyền thông phương tây lý giải thành công của bộ phim tương tự Ký sinh trùng – bộ phim Hàn Quốc đoạt giải Oscar 2020. Hai bộ phim đều khai thác sự chênh lệch giàu nghèo, những bất công của xã hội. Tâm điểm của cả 2 bộ phim này đều là sự bất bình đẳng trong đời sống kinh tế – xã hội ở Hàn Quốc, khoảng cách giàu nghèo quá lớn, quá khốc liệt. Trong Ký sinh trùng, đó là sự nghèo khó tới cùng cực và quyết phải vươn lên bằng mọi giá. Trong Trò chơi con mực, đó là những người nghèo càng lúc càng trở nên cùng quẫn trong nợ nần, túng thiếu, không thoát ra được. Những khắc họa chân thực, thậm chí trần trụi về thực tế cuộc sống trong những bộ phim như Ký sinh trùng hay Trò chơi con mực khiến giới chuyên môn, truyền thông và công chúng toàn cầu phải công nhận giới làm phim Hàn Quốc đang tạo nên những sản phẩm nghệ thuật đáng nể. Tác giả Henry Wong của The Guardian đã so sánh 2 bộ phim & nhận định phim đã sử dụng "sự bất bình đẳng giàu nghèo hiện nay rất thực tế" ở Hàn Quốc làm bối cảnh để giữ cho người xem quan tâm đến các nhân vật trong phim, còn cây viết Caitlyn Clark từ tạp chí Jacobin cho rằng phim "phá vỡ quan niệm của giới tư bản rằng làm việc chăm chỉ đảm bảo thịnh vượng".
Các nhà hoạt động nữ quyền ở Hàn Quốc cho rằng bộ phim củng cố sự kỳ thị nữ giới; cụ thể, nhóm nữ quyền Haeil (Sóng thần) tẩy chay phim với hy vọng gửi thông điệp đến biên kịch kiêm đạo diễn Hwang Dong-hyuk rằng phụ nữ xứng đáng được tôn trọng hơn. Những người tẩy chay nói rằng trong mắt họ, điều khiến bộ phim trở nên nguy hiểm là các nhân vật nữ bị bóp méo để phù hợp với cái nhìn của nam giới & miêu tả họ như những đối tượng bạo lực và vô trách nhiệm. Shim Hae-in, phát ngôn viên của Haeil cho biết phim tái hiện một cách đáng lo ngại về vấn nạn bạo lực với phụ nữ, củng cố sự lầm tưởng và là sự ủng hộ rõ ràng cho chế độ phụ quyền.

## Tầm ảnh hưởng
Nhờ cơn sốt toàn cầu của phim, nhiều diễn viên bỗng chốc trở thành ngôi sao và được săn đón. Trong đó, nhiều cái tên vô danh hoặc sự nghiệp chưa khởi sắc đã trở thành những ngôi sao mới: Jung Ho-Yeon bỗng chốc trở thành ngôi sao chỉ sau một đêm và trở thành nữ diễn viên Hàn Quốc được nhiều người theo dõi nhất trên Instagram. Trang Instagram của cô từ 400 nghìn người theo dõi hiện đã đạt mức hơn 23 triệu người theo dõi chỉ sau một tháng rưỡi. Cuộc sống của cô thay đổi rất nhiều sau thành công của bộ phim. Cô được nhiều khán giả biết tới, truyền thông quốc tế săn đón suốt thời gian qua. Vào tháng 10 năm 2021, cô được bổ nhiệm làm Đại sứ Toàn cầu của Louis Vuitton, cô cũng trở thành gương mặt mới cho chiến dịch quảng bá toàn cầu có tên Adicolor của Adidas Originals cùng năm, bản thân cô sau đó ký hợp đồng độc quyền với công ty truyền thông và quản lý tài năng Mỹ Creative Artists Agency (CAA).
O Yeong-Su sau thành công từ phim đã gia nhập mạng xã hội Instagram và nhận được những lời mời quảng cáo cho các nhãn hiệu. Tài khoản của ông có hơn 127 nghìn người theo dõi và đăng tải hình ảnh liên quan chủ yếu tới công việc diễn viên. Cũng như nhiều đồng nghiệp của ông trong phim, ông cũng bị choáng vì sự nổi tiếng quá nhanh. Ông thừa nhận gặp khó khăn trong việc quản lý làm việc vì vốn không có trợ lý hay nhà quản lý. Mọi việc của ông đang được vợ và con gái giúp quản lý. Wi Ha-Joon trở thành cái tên được nhiều nhà làm phim săn đón. Sau bộ phim này, lượng người theo dõi nam diễn viên trên Instagram tăng vọt, đến nay đạt hơn 9,4 triệu lượt. Anh còn lọt top 25 nam diễn viên quyến rũ nhất trên truyền hình do tạp chí People bình chọn. Nữ diễn viên Kim Joo-ryoung cho biết suốt 21 năm làm nghề, tham gia 31 phim điện ảnh và 22 tác phẩm truyền hình, cô chưa từng trải qua thời khắc bùng nổ chỉ sau một đêm. Trước khi phim phát sóng, cô vẫn là diễn viên vô danh, dù được đánh giá cao diễn xuất, nhẵn mặt trên màn ảnh nhưng chưa có duyên nổi tiếng, hiếm người nhớ tên và dễ bị lướt qua khi gặp ngoài dường. Tuy nhiên, chỉ 2 tháng sau đó, cô tìm thấy ánh sáng và có thêm động lực bám trụ nghề. Thành công ngoài mong đợi của phim giúp lượng người theo dõi Instagram của cô tăng chóng mặt, từ vài chục nghìn người đến 2,3 triệu lượt, cô cũng nhận nhiều đề nghị hợp tác, phỏng vấn lẫn kịch bản từ các đạo diễn danh tiếng.
Do sự nổi tiếng của phim, nhật báo The Straits Times của Singapore đã bình chọn Hwang Dong-hyuk cho giải The Straits Times Asian of the Year (Người châu Á của năm) vào tháng 12.

### Thành công của phim & làn sóng Hàn Quốc
Tác giả Choe Sang-Hun trên tờ New York Times bình luận bộ phim là minh chứng cho việc văn hóa đại chúng Hàn Quốc đã vượt ra khỏi lãnh thổ Hàn Quốc & xây dựng chỗ đứng vững chắc, vươn tầm ảnh hưởng ra thế giới cùng K-pop với những "bảo bối" như BTS hay phim Ký sinh trùng, tác phẩm không nói tiếng Anh đầu tiên chiến thắng ở hạng mục Phim xuất sắc trong lịch sử Oscar. Các nhà sáng tạo nghệ thuật xứ kim chi cho hay kể từ khi những dịch vụ xem video trực tuyến ra đời và xóa bỏ ranh giới lãnh thổ khi thưởng thức phim ảnh, Hàn Quốc đã chuyển mình từ thị trường chuyên tiêu thụ các sản phẩm văn hóa phương Tây thành quốc gia xuất khẩu nội dung giải trí. Tuy nhiên, họ cũng thừa nhận quy định kiểm duyệt tại Hàn Quốc buộc họ vận dụng tối đa trí tưởng tượng, đào sâu vào nhân vật và sự kiện để nhào nặn thành cốt truyện hấp dẫn. Phim truyền hình Hàn Quốc nói riêng và nền công nghiệp giải trí Hàn Quốc nói chung đã không ngừng làm mới nội dung, bắt kịp thị hiếu và tạo nên những xu hướng mới trong chặng hành trình dài bền bỉ, để tới hôm nay "làn sóng Hàn" đã vươn xa tới những bến bờ mới, đạt tới những cấp độ thành công mới.

Giáo sư Ku Ji-song đã phân tích, đánh giá chuyên sâu về "Làn sóng Hàn Quốc" đang phủ khắp toàn cầu nhờ sự thành công của phim như sau:
"Trong hơn 20 năm qua, phim Hàn đã không ngừng gia tăng mức độ ăn khách đối với công chúng quốc tế. Thoạt tiên, những nước ở gần Hàn Quốc bị hấp dẫn trước tiên bởi phim Hàn, dần dần, "làn sóng Hàn" mở rộng ra và giờ đã lan tới cả các nước phương Tây thông qua nhiều nền tảng quảng bá.
Tôi nghĩ dịch bệnh là một lý do khiến công chúng thế giới có nhiều thời gian hơn để tìm kiếm những món ăn tinh thần mới và bỗng nhiều người cảm thấy bị hấp dẫn bởi văn hóa Hàn. Trước đó, sự gia tăng tầm ảnh hưởng của nhạc Hàn, của phim truyền hình Hàn, phim điện ảnh Hàn... đã góp phần khiến văn hóa đại chúng Hàn Quốc trở nên hấp dẫn hơn đối với công chúng thế giới.

Sau đó, các nền tảng giải trí trực tuyến lại ngày càng phổ biến hơn, đặc biệt trong bối cảnh đại dịch, giúp các sản phẩm văn hóa Hàn càng dễ tới được với công chúng quốc tế. Tất cả những yếu tố này cùng hợp lại tại một thời điểm và tạo nên "làn sóng Hàn" mạnh mẽ như chúng ta đang thấy." 
BBC bình luận bộ phim đã tạo nên cơn sốt, góp phần đưa Hallyu đến gần hơn với khán giả phương Tây: "Các bộ phim truyền hình Hàn Quốc (K-drama) chính thức được "bật đèn xanh" tại phương Tây sau trò Đèn xanh, đèn đỏ trong Squid Game".

## Tác động xã hội
Theo New York Times, hơn 14 tỷ video với hashtag #SquidGame xuất hiện trên Tiktok kể từ phim công chiếu đến đầu tháng 10. Các từ khóa về phim, diễn viên... trở thành chủ đề thịnh hành trên Twitter, Instagram. "Cơn sốt" còn lan đến cuộc bầu cử tổng thống Hàn Quốc, khi một số ứng viên chế áp phích vận động hay thách đấu nhau tham gia cuộc thi giống trong phim.
Công ty viễn thông SK Broadband của Hàn Quốc cáo buộc Netflix làm gia tăng đột biến lưu lượng mạng sau khi nền tảng này phát hành phim. Cụ thể theo CNBC, SK Broadband đang yêu cầu Netflix thanh toán các chi phí bảo trì liên quan do lưu lượng truy cập mạng tăng đột biến. SK Broadband cho rằng phim là nguyên nhân khiến lượng truy cập tăng mạnh trong khoảng thời gian gần đây, ảnh hưởng đến hạ tầng và chất lượng dịch vụ toàn hệ thống nhà mạng này. Trả lời phỏng vấn, người phát ngôn Netflix khẳng định đang xem xét đơn kiện từ SK Broadband. Trước đó một tòa án Hàn Quốc cho biết Netflix nên trả khoản tiền "hợp lý" cho SK Broadband để sử dụng mạng. Trong những tháng gần đây, các nhà lập pháp nước này cũng đã tố cáo những nền tảng cung cấp nội dung như Netflix đang không trả phí sử dụng mạng. Tuy nhiên, vào tháng 7, Netflix kháng cáo phán quyết tòa án và cho biết họ không có nghĩa vụ phải trả bất kỳ khoản phí nào bởi các nhà cung cấp dịch vụ Internet có trách nhiệm quản lý mạng của họ.
Phim cũng nhận nhiều ý kiến trái chiều xuất phát từ sự phổ biến của phim khiến nhiều khán giả vị thành niên sẽ tìm xem bằng mọi cách, hay nhiều trẻ em dù không trực tiếp xem phim, nhưng vẫn biết đến các trò chơi và hình phạt bạo lực trong phim thông qua các trang chia sẻ video như Youtube và TikTok. Hôm 6 tháng 10, tại Mỹ, Hội đồng phụ huynh về truyền thông và truyền hình (PTC) lên tiếng cảnh báo các cha mẹ về việc tăng cường giám sát con cái trên mạng xã hội và trong game – những nền tảng đang được nội dung về phim  phủ kín. Tại Thái Lan, phát ngôn viên của Cảnh sát Hoàng gia Thái Lan cũng lên tiếng cảnh báo việc trẻ em có thể bắt chước những trò chơi bạo lực từ phim. Mặc dù vậy, chưa hề có báo cáo nào ở Thái Lan về hành vi bắt chước này. Một hội đồng ở miền Nam nước Anh đã khuyến cáo các bậc phụ huynh không nên cho con xem phim, sau khi có báo cáo về việc trẻ em làm theo những thử thách bạo lực trong bộ phim này. Trong thư, nhóm chuyên gia giáo dục thuộc Hội đồng khu vực Central Bedfordshire (Anh) cho biết tình trạng bắt chước bộ phim đang xảy ra ngày càng phổ biến ở các trường học địa phương "Chúng tôi đặc biệt khuyến cáo trẻ em không nên xem bộ phim vì có nhiều nội dung bạo lực", bức thư viết. Trong tháng 10, một trường học tại Bỉ cũng đã phản ánh hiện tượng trên, khi các em học sinh tiểu học chơi trò chơi tập thể trong giờ nghỉ giải lao, khi trò chơi kết thúc, các em thắng cuộc xông vào đánh các em thua cuộc, coi đó như một "hình phạt". Nhiều trẻ em giờ đây tổ chức các trò chơi tập thể rồi lấy hình phạt bạo lực ra để "phạt" những bạn bị thua trong trò chơi, khi được hỏi, các em nói rằng làm như vậy vì xem phim và cảm thấy thích thú. Thủ tướng Úc Scott Morrison trong một chương trình phát thanh tuyên bố sẽ không cho con gái xem phim này, do nội dung bộ phim "có chút kích động. Tại Hong Kong, một tổ chức đã cảnh báo các phụ huynh trên ứng dụng di động, trong đó nói rằng phim trở thành một chủ đề được các em bàn tán khắp nơi, bao gồm các cảnh bạo lực, chết chóc, tình dục và cờ bạc. Tại Việt Nam, mặc dù đã được dán nhãn 18+, nhưng tất cả mọi người đều đang phớt lờ và phim vô tình trở thành trào lưu xấu tràn lan trên các nền tảng mạng xã hội, gây tác động không nhỏ đến học sinh các cấp, nhiều ý kiến cho rằng không ít bạn trẻ Việt Nam xem phim này xong lại đổ lỗi cho cuộc sống, đề cao cái tôi cá nhân mà không chịu nỗ lực và cố gắng, đồng thời cho biết những bộ phim bạo lực sẽ làm tăng nguy cơ phạm tội ở giới trẻ và cần phải cảnh báo.
Netflix tuyên bố phim đã "xuyên thủng giới mộ điệu văn hóa" và trở thành một meme phổ biến, với hơn 42 tỷ lượt xem các video liên quan đến phim trong tháng đầu tiên sau khi phát sóng. Ngay sau khi phát hành, người dùng mạng xã hội đã chế một số trò chơi có trong phim làm thử thách trên Internet, bao gồm trò chơi "Đèn đỏ, Đèn xanh" và trò chơi tách kẹo đường. Người chơi điện tử dùng nội dung do người dùng tạo, chẳng hạn như Roblox, Mini World, Fortnite Creative và Grand Theft Auto Online, đã tạo ra nhiều trò chơi trong các hệ thống này dựa trên một hoặc nhiều thử thách trong phim.. Vào tháng 11 năm 2021, Youtuber người Mỹ MrBeast (Jimmy Donaldson) đã tái hiện các trò chơi trong phim ngoài đời thực nhưng không gây chết người với 456 người chơi như trong phim với giải thưởng tiền mặt 456.000 USD, video còn có sự tham gia tài trợ của Bawl Stars (trò chơi của Supercell) và đã thu hút hơn 137,9 triệu lượt xem tính đến ngày 2 tháng 12 năm 2021, trở thành một trong những video được xem nhiều nhất YouTube năm 2021.
Chương trình "Squid's Victory" (鱿鱼的胜利– Chiến thắng của con mực) ở Trung Quốc sẽ lên sóng năm 2022 nhanh chóng hứng nhiều chỉ trích khi giới thiệu do nền tảng Youku sản xuất. Cụ thể, chương trình được cho có nhiều điểm tương đồng với bộ phim đang nổi tiếng của Hàn Quốc. Trên tấm poster giới thiệu chương trình của Youku, từ phông chữ đến các hình vuông, tròn, tam giác màu hồng cũng khiến nhiều người liên tưởng ngay đến bộ phim xứ Hàn. Nhiều cuộc tranh cãi nhanh chóng nổ ra trên mạng xã hội Weibo, không ít người gọi điều này là "đạo nhái trắng trợn" và "đáng xấu hổ". Trước phản ứng của công chúng, Youku phải đổi tên thành Game Victory (Trò chơi chiến thắng) đồng thời đưa ra thông báo trong một bài đăng trên Weibo rằng đó là "lỗi kỹ thuật". Đi kèm lời giải thích trong bài đăng là một tấm poster được thiết kế với tên mới, không còn các hình vẽ màu hồng và phông chữ cũng thay đổi. Tuy nhiên, cách xử lý của Youku vẫn không làm hài lòng nhiều khán giả.
Sự nổi tiếng từ phim đã khiến nữ streamer nổi tiếng Lydia Ellery gặp rắc rối khi bị mất việc vì các công ty ngần ngại hợp tác với cô. Cô được biết đến trên mạng suốt 11 năm qua với cái tên "Squid Game", trước cả khi phim ra mắt. Ngoài mất việc, cô còn đối mặt với sự quấy rối, chỉ trích trên mạng từ những khán giả cuồng nhiệt của phim. Nhiều người đã hiểu lầm cô ăn cắp tựa phim và lợi dụng tên gọi này để nổi tiếng hơn nên đã liên tục "khủng bố" cô bằng những tin nhắn lăng mạ. Một số khác đã báo cáo tài khoản của cô, thậm chí có nhiều người còn cố gắng hack chúng.

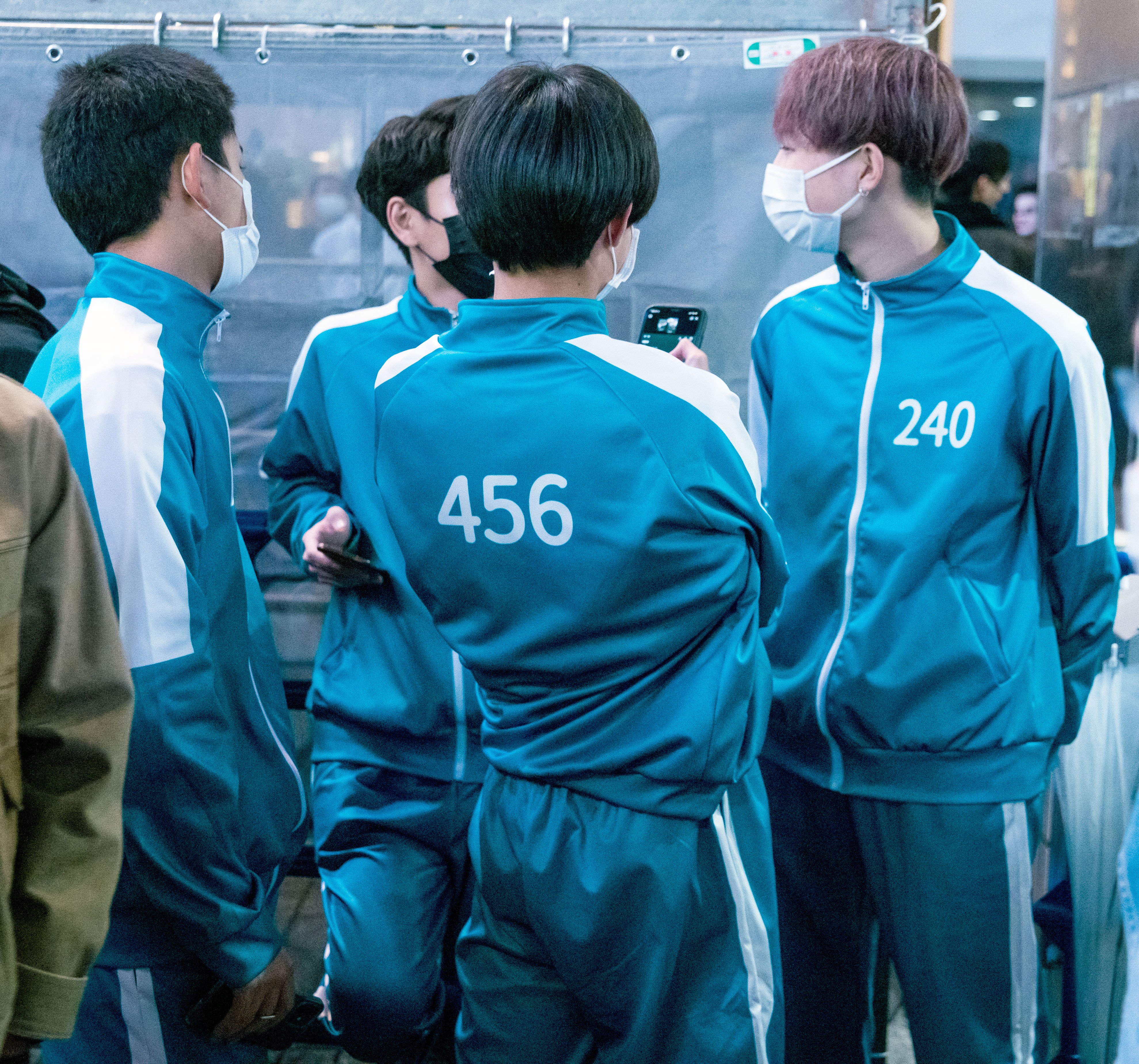
Người hâm mộ hóa trang thành các người chơi trong phim

Khi bộ phim đang gây sốt toàn cầu, một đồng tiền ảo SQUID đã nhanh chóng xuất hiện trên thị trường tiền điện tử. SQUID được giao dịch ở ngưỡng 2,22 USD, tăng 2.400% và đạt giá trị vốn hóa khoảng 174 triệu USD chỉ trong 24 giờ. Theo sách trắng, SQUID được bán trước ngày 20 tháng 10 và nhanh chóng "cháy hàng". Trong quá trình giao dịch, đồng tiền này đã có những đợt tăng giá đột biến, và chỉ trong vài ngày tăng 310.000% giá trị. Đồng tiền ảo này được chào bán như công cụ để người mua có thể chơi những trò chơi dựa theo bộ phim. Theo nhà phát triển, đây là đồng tiền của dự án Squid Game, một nền tảng kiếm tiền từ trò chơi. Giải đấu trực tuyến sẽ ra mắt vào tháng 11, mô phỏng 6 trò chơi trong phim. Đến ngày 1 tháng 11, sau khi đội ngũ phát triển thông báo dừng dự án vì liên tục đối mặt với các âm mưu hack tài khoản Twitter và hợp đồng thông minh, một số chuyên gia phân tích dữ liệu on-chain cho biết người đứng sau dự án liên tục có động thải "xả hàng" và lấy đi khoảng 3,38 triệu USD.
Cơn sốt từ phim không chỉ giúp tiếng Hàn hay các trò chơi dân gian của nước này được thế giới quan tâm nhiều hơn, mà ngay cả các bộ trang phục hay các món ăn nhẹ trong bộ phim này cũng được ưa chuộng ở nhiều nơi trên thế giới. Theo trang web tìm kiếm và giao thương các sản phẩm thời trang cao cấp Lyst, nhờ bộ phim này, doanh số bán giày Vans – một thương hiệu nổi tiếng của Mỹ, đã tăng 7.800% do các nhân vật trong phim đều đi loại giày này, trong khi đó, nhu cầu về những bộ quần áo màu xanh lá cây giống hệt nhau cũng tăng lên 97%, trở thành trang phục được săn lùng cho Halloween, tuy nhiên nhiều trường học ở Mỹ đang cấm học sinh hóa trang thành các nhân vật trong phim khi tham gia hoạt động Halloween tại trường; hay gần đây nhất, một nhà sản xuất kẹo dalgona cho hay đã không thể về nhà trong 1 tuần vì lượng đơn đặt hàng tăng lên chóng mặt. Người dân nhiều quốc gia, vùng lãnh thổ khác nhau lần đầu biết đến văn hóa Hàn Quốc thông qua bộ phim, thậm chí họ còn mong muốn học tiếng Hàn để hiểu sâu hơn về văn hóa Hàn Quốc. Bộ phim thực sự tạo nên hiệu ứng khổng lồ, một làn sóng Hallyu mới khiến thế giới quan tâm đến văn hóa Hàn Quốc nhiều hơn.  